# Liste der Mitglieder des Zollparlaments
Die Liste der Mitglieder des Zollparlaments enthält die Abgeordneten, die zwischen 1868 und 1870 dem Zollparlament angehörten. Das Zollparlament war das Parlament des Deutschen Zollvereins. Es wurde gebildet, indem zu den bereits im Jahre 1867 gewählten 297 Abgeordneten des Reichstages des Norddeutschen Bundes im Frühjahr 1868 aus Süddeutschland 85 Abgeordnete hinzugewählt wurden. Das Zollparlament hatte somit insgesamt 382 Mitglieder.

## Legislaturperiode
Das Zollparlament trat zwischen 1868 und 1870 zu drei Sitzungsperioden zusammen:
- 1. Sitzungsperiode vom 27. April 1868 bis zum 23. Mai 1868
- 2. Sitzungsperiode vom 3. Juni 1869 bis zum 22. Juni 1869
- 3. Sitzungsperiode vom 21. April 1870 bis zum 7. Mai 1870

## Präsidium
Das Präsidium des Zollparlaments bestand aus den folgenden Abgeordneten:
- Präsident: Eduard von Simson
- I. Vizepräsident: Chlodwig zu Hohenlohe-Schillingsfürst
- II. Vizepräsident: Hugo zu Hohenlohe-Öhringen
- Schriftführer: Friedrich Leopold Cornely, Friedrich Forkel, Friedrich von Luxburg, Henning von Puttkamer, Wilhelm von Schöning, Franz August Schenk von Stauffenberg, Carl Ferdinand von Stumm-Halberg, Hans Wilhelm von Unruhe-Bomst
- Quästoren: Reinhold Aßmann, Achatius von Auerswald

## Parteien
Für das Zollparlament ist in den zeitgenössischen Parlamentshandbüchern keine Fraktionseinteilung dokumentiert. In der folgenden Abgeordnetenliste ist bei den Abgeordneten aus dem Norddeutschen Bund die Fraktionszugehörigkeit im Reichstag des Norddeutschen Bundes vermerkt. Bei den Abgeordneten aus Süddeutschland ist die Parteistellung aus den Kurzbiographien im „Hirth´s Parlaments-Almanach für 1869“ angegeben.
Die konservativen Kräfte gehörten zur Konservativen Partei und zur Freikonservativen Vereinigung. Die Liberalen verteilten sich auf die Nationalliberale Partei, das Altliberale Zentrum, die Freie Vereinigung und die Deutsche Fortschrittspartei. Die Arbeiterparteien waren durch die Sächsische Volkspartei, den Allgemeinen Deutschen Arbeiterverein und den Lassalleschen Allgemeinen Deutschen Arbeiterverein vertreten. Regionale und Minderheiteninteressen vertraten die Bundesstaatlich-Konstitutionelle Vereinigung und die Polnische Fraktion. Die Gegner der kleindeutschen Politik Otto von Bismarcks aus Bayern wurden als Bayerisch-Konservativ oder Großdeutsch-Katholisch bezeichnet.

## A

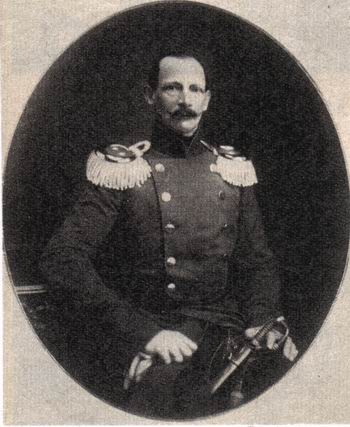
Albrecht von Preußen

- Ackermann, Karl Gustav, Rechtsanwalt,
WK Sachsen 6 (Dresden-Land links der Elbe, Dippoldiswalde), Bundesstaatlich-Konstitutionelle Vereinigung (Nachwahl 1869)
- Adickes, Ernst Friedrich, Rittergutsbesitzer,
WK Hannover 6 (Syke, Verden), Nationalliberale Partei (Nachwahl 1869)
- Aegidi, Ludwig, Publizist,
WK Magdeburg 6 (Wanzleben), Mandat am 4. Juni 1868 erloschen, 1870 erneut gewählt im WK Düsseldorf 7 (Moers, Rees), Freikonservative Vereinigung
- Albrecht, Prinz von Preußen, General,
WK Gumbinnen 3 (Gumbinnen, Insterburg), Konservative Partei
- Albrecht, Siegfried Wilhelm, Stadtsyndikus,
WK Hannover 11 (Einbeck, Northeim, Osterode am Harz, Uslar), Nationalliberale Partei
- Ammermüller, Friedrich, Fabrikant,
WK Württemberg 15 (Reutlingen, Tübingen), Deutsche Volkspartei
- Arco-Stepperg, Aloys von, Rittergutsbesitzer,
WK Schwaben 2 (Donauwörth, Nördlingen, Neuburg), Bayerisch-Konservativ
- Arco-Valley, Maximilian von und zu, Rittergutsbesitzer,
WK Schwaben 3 (Dillingen, Günzburg, Zusmarshausen), Bayerisch-Konservativ
- Aretin, Peter Karl Freiherr von, Herrschaftsbesitzer,
WK Oberbayern 4 (Ingolstadt, Freising, Pfaffenhofen), Bayerisch-Konservativ
- Aretin, Karl Maria von, Diplomat,
WK Schwaben 4 (Illertissen, Neu-Ulm, Memmingen, Krumbach), Bayerisch-Konservativ
- Arnim-Boitzenburg, Adolf Graf von, Landrat,
WK Potsdam 3 (Ruppin, Templin), fraktionslos konservativ
- Arnim-Heinrichsdorf, Heinrich Leonhard von, Rittergutsbesitzer,
 WK Köslin 4 (Belgard, Schivelbein, Dramburg), Konservative Partei
- Arnim-Kröchlendorff, Oskar von, Gutsbesitzer,
WK Potsdam 4 (Prenzlau, Angermünde), Freikonservative Vereinigung
- Aßmann, Reinold, Landgerichtsdirektor,
WK Liegnitz 6 (Goldberg-Haynau), Nationalliberale Partei
- Auerswald, Achatius von, Gutsbesitzer,
WK Danzig 2 (Danzig Land), Konservative Partei
- Augspurg, Diedrich Wilhelm Andreas, Rentner,
WK Hannover 18 (Stade, Geestemünde, Bremervörde, Osterholz), Nationalliberale Partei (Nachwahl 1869)
- Ausfeld, Carl, Justizamtmann,
WK Sachsen-Coburg-Gotha 2 (Gotha), Deutsche Fortschrittspartei

## B

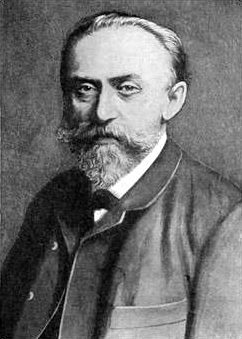
Ludwig Bamberger
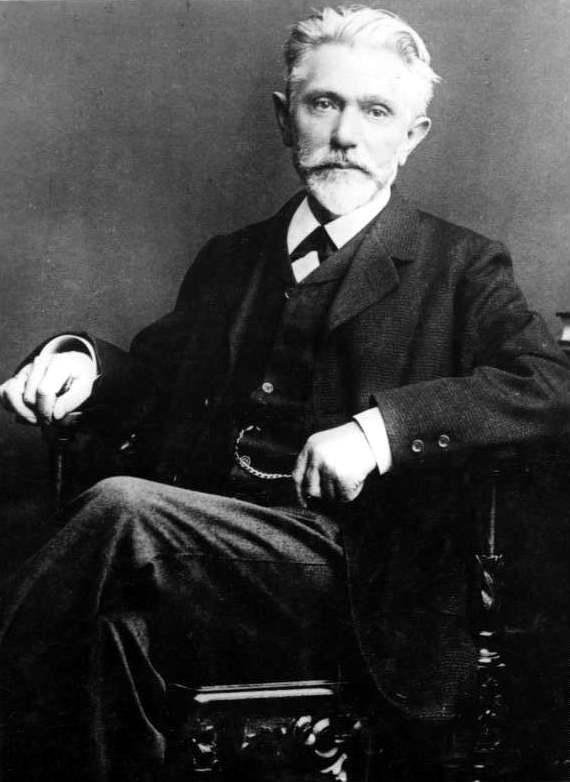
August Bebel
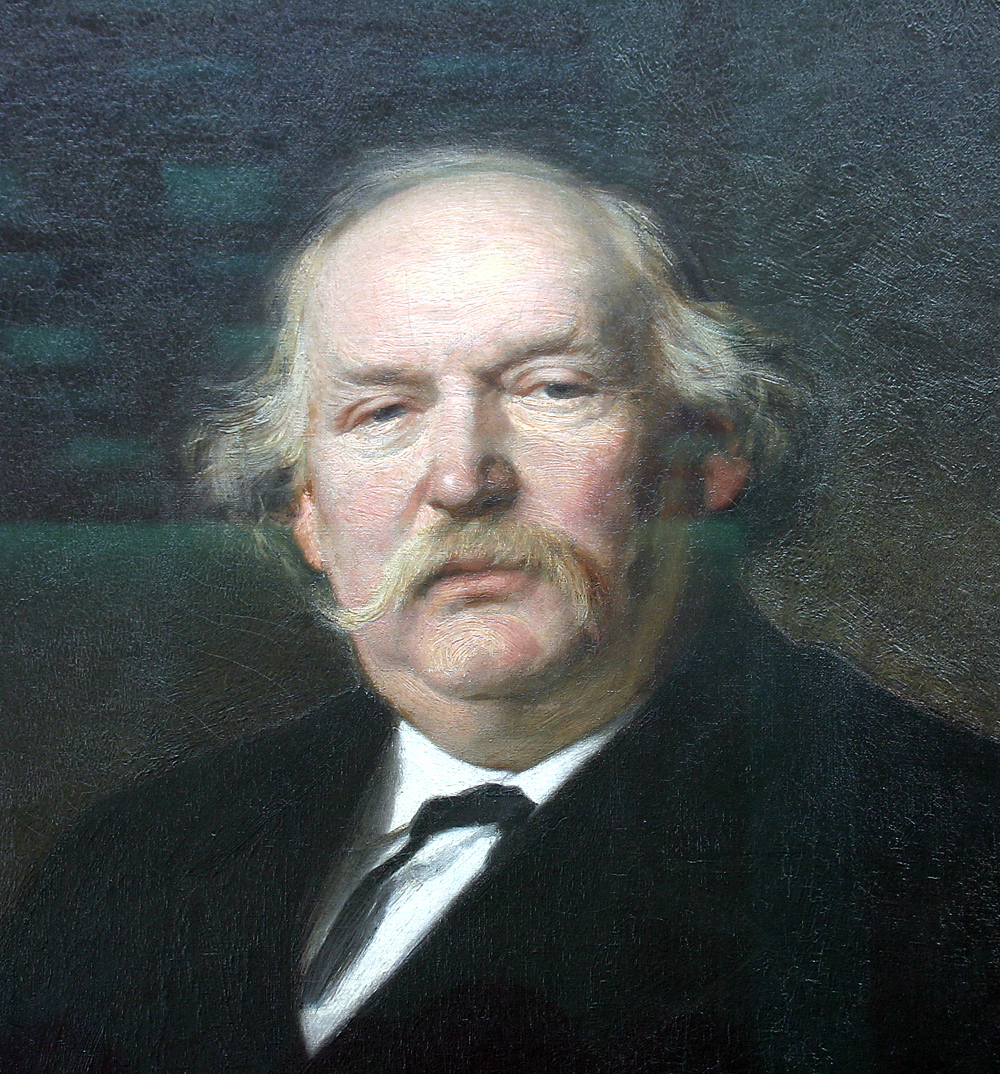
Hermann Heinrich Becker

- Bähr, Otto, Dr. iur, Oberappellationsgerichtsrat Berlin,
WK Kassel 2 (Kassel, Melsungen), Nationalliberale Partei
- Bail, Robert, Betriebsdirektor,
WK Liegnitz 3 (Glogau), Nationalliberale Partei
- Baldamus, Alfred Ferdinand, Dr. phil., Gutsbesitzer,
WK Anhalt 2 (Bernburg, Köthen, Ballenstedt), Nationalliberale Partei
- Bamberger, Ludwig, Dr. jur., Schriftsteller,
WK Hessen 9 (Mainz, Oppenheim), Nationalliberale Partei
- Barth, Karl, Rechtsanwalt,
WK Schwaben 1 (Augsburg, Wertingen), Bayerische Mittelpartei
- Barth, Marquard Adolph, Dr. jur., Rechtsanwalt,
WK Mittelfranken 6 (Rothenburg ob der Tauber, Neustadt an der Aisch), Bayerische Fortschrittspartei
- Bassewitz, Henning von, Rittergutsbesitzer,
WK Mecklenburg-Schwerin 4 (Ritterschaftliche Güter), Konservative Partei
- Baudissin, Eduard Graf, Gutsbesitzer,
WK Schleswig-Holstein 3 (Schleswig, Eckernförde), Bundesstaatlich-Konstitutionelle Vereinigung
- Bebel, August, Drechsler,
WK Sachsen 17 (Glauchau, Meerane, Hohenstein-Ernstthal), Sächsische Volkspartei
- Becher, August, Rechtsanwalt,
WK Württemberg 3 (Ulm, Laupheim, Biberach), Deutsche Volkspartei (Nachwahl 1869)
- Becker, Hermann, Landgerichtspräsident,
WK Oldenburg 1 (Oldenburg, Eutin, Birkenfeld), Nationalliberale Partei
- Becker, Hermann Heinrich, Dr. jur., Schriftsteller,
 WK Arnsberg 6 (Dortmund), Deutsche Fortschrittspartei

- Below, Alexander von, Rittergutsbesitzer,
WK Königsberg 7 (Preußisch-Holland, Mohrungen), Konservative Partei

- Benda, Robert von, Rittergutsbesitzer,
WK Magdeburg 6 (Wanzleben), Nationalliberale Partei (Nachwahl 1868)

- Bennigsen, Rudolf von, Landesdirektor Hannover,
WK Hannover 19 (Neuhaus (Oste), Hadeln, Lehe, Kehdingen, Jork), Nationalliberale Partei

- Benzino, Joseph, Kaufmann,
WK Pfalz 5 (Homburg, Kusel), Deutsche Fortschrittspartei

- Bernhardi, Karl, Publizist
WK Kassel 3 (Fritzlar, Homberg, Ziegenhain), Nationalliberale Partei

- Bernuth, August von, Staatsminister a. D.,
WK Magdeburg 8 (Halberstadt, Oschersleben, Wernigerode), Altliberales Zentrum

- Bethmann-Hollweg, Theodor von, Rittergutsbesitzer,
WK Posen 2 (Samter, Birnbaum, Obornik), Altliberales Zentrum

- Bethusy-Huc, Eduard Graf von, Erbherr,
WK Oppeln 1 (Kreuzburg, Rosenberg O.S.), Freikonservative Vereinigung

- Biron von Curland, Calixt,
WK Breslau 3, (Groß Wartenberg, Oels), Konservative Partei

- Bismarck-Briest, Wilhelm von, Deichhauptmann a. D. und Rittergutsbesitzer,
WK Magdeburg 2 (Stendal, Osterburg), Konservative Partei

- Bissing, Ferdinand, Journalist,
WK Baden 14 (Tauberbischofsheim, Buchen), Grossdeutsch-Katholisch

- Blanckenburg, Moritz Karl Henning von, Generallandschaftsrat und Rittergutsbesitzer,
WK Stettin 6 (Naugard, Regenwalde), Konservative Partei

- Bloemer, Friedrich, Landgerichtsrat
WK Düsseldorf 4 (Düsseldorf-Stadt), Altliberales Zentrum

- Blum, Ludwig, Pfarrer,
WK Köln 3 (Bergheim (Erft), Euskirchen), Freikonservative Vereinigung

- Blum, Hans, Fabrikant,
WK Sachsen 15 (Mittweida, Frankenberg, Augustusburg), Nationalliberale Partei

- Blumenthal-Suckow, Werner von, Rittergutsbesitzer
WK Köslin 2 (Bütow, Rummelsburg, Schlawe), Konservative Partei

- Bluntschli, Johann Caspar, Professor
WK Baden 13 (Bretten, Sinsheim), Nationalliberale Partei

- Bocholtz-Meschede, Wilhelm von, Majoratsherr,
WK Minden 5 (Höxter, Warburg), Freikonservative Vereinigung

- Bock, Adam, Dr. iur., Gutsbesitzer,
WK Aachen 2 (Eupen, Aachen-Land), fraktionslos

- Bockum-Dolffs, Florens, Gutsbesitzer,
WK Arnsberg 7 (Hamm, Soest), Freie Vereinigung

- Bodelschwingh, Carl von, Staatsminister a. D.,
WK Minden 2 (Herford, Halle/Westfalen), Konservative Partei

- Böckel, Dagobert, Lehrer
WK Oldenburg 2 (Jever, Brake, Westerstede, Varel), Deutsche Fortschrittspartei

- Brauchitsch, Heinrich von, Gutsbesitzer
WK Magdeburg 3 (Jerichow I, Jerichow II), Konservative Partei

- Brauchitsch, Wilhelm von, Geh. Regierungsrat zur Disposition und Rittergutsbesitzer,
WK Danzig 1 (Marienburg, Elbing), Konservative Partei

- Braun, J. August, Fabrikbesitzer,
WK Kassel 6 (Hersfeld, Rotenburg/Fulda, Hünfeld), Nationalliberale Partei

- Braun, Karl, Dr. jur., Anwalt in Berlin,
WK Wiesbaden 2 (Wiesbaden-Stadt), Nationalliberale Partei

- Bredow, Ludwig von, Gutsbesitzer
WK Potsdam 8 (Westhavelland), Konservative Partei

- Brenken, Reinhard Franz von und zu, Rittergutsbesitzer
WK Minden 4 (Paderborn, Büren), Freikonservative Vereinigung

- Bruch, Gustav, Brauereibesitzer
WK Trier 5 (Saarbrücken), Nationalliberale Partei

- Bucher, Joseph, Redakteur,
WK Niederbayern 4 (Pfarrkirchen, Eggenfelden, Griesbach), Bayerische Volkspartei

- Buchowski, Cajetan von, Rittergutsbesitzer
WK Bromberg 5 (Gnesen, Wongrowitz), Polnische Fraktion

- Buddenberg, Arnold, Gutsbesitzer
WK Hannover 5 (Melle, Diepholz, Wittlage, Sulingen, Stolzenau), Nationalliberale Partei

- Bülow, Friedrich Gottlieb von, Rittergutsbesitzer
WK Herzogtum Lauenburg, Freikonservative Vereinigung

- Buff, Wilhelm, Publizist
WK Hessen 2 (Friedberg, Büdingen, Vilbel), Altliberales Zentrum (Nachwahl 1869)

- Bunsen, Georg von, Dr. phil., Schriftsteller,
WK Düsseldorf 3 (Solingen), Nationalliberale Partei

- Ignatz Bürgers, Appellationsgerichtsrat und Rittergutsbesitzer,
WK Köln 6 (Mülheim am Rhein, Gummersbach, Wipperfürth), Altliberales Zentrum

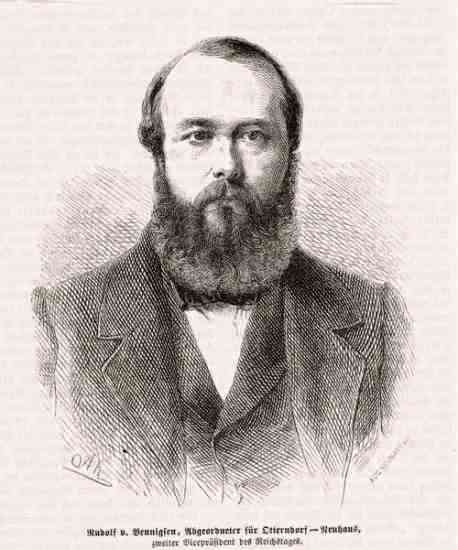
Rudolf von Bennigsen
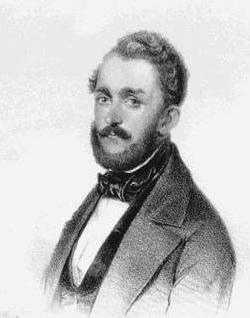
Florens von Bockum-Dolffs
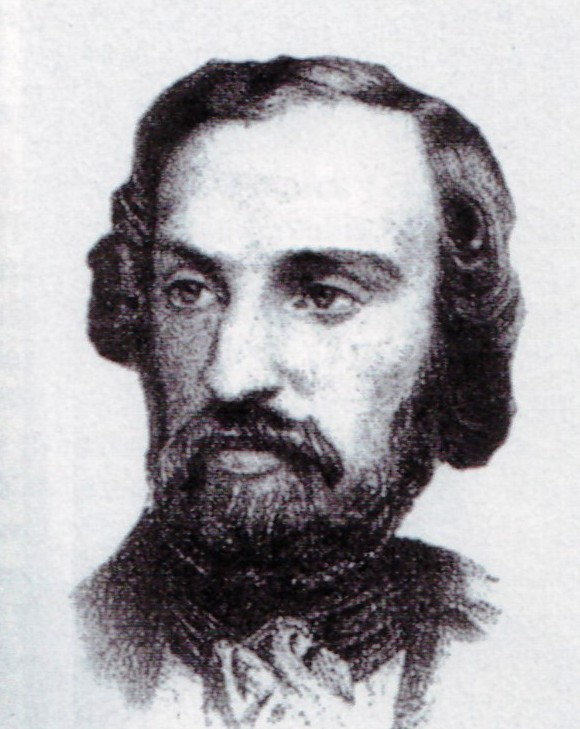
Ignatz Bürgers

## C

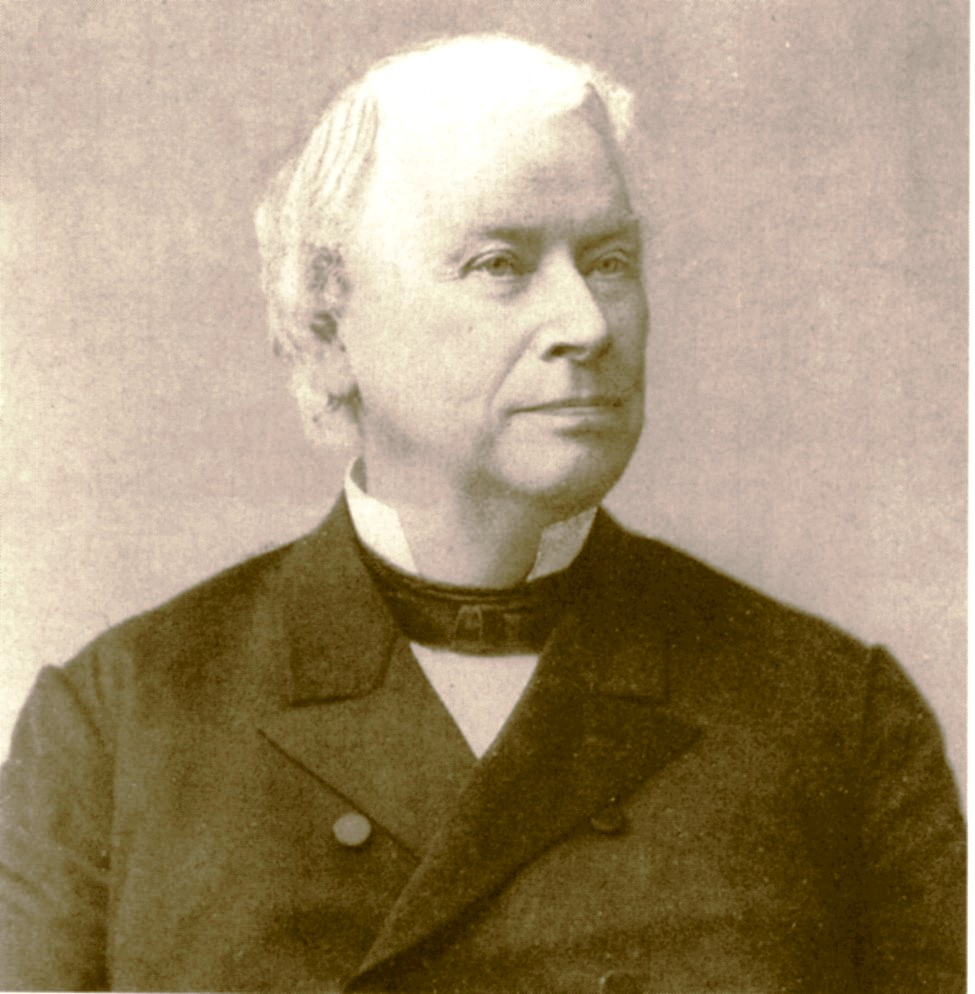
Otto von Camphausen

- Camphausen, Ludolf, Bankier
WK Koblenz 4 (Kreuznach, Simmern), fraktionslos liberal

- Camphausen, Otto von, Regierungsrat
WK Düsseldorf 12 (Neuß, Grevenbroich), fraktionslos liberal

- Chlapowski, Stanislaus von, Rittergutsbesitzer
WK Posen 4 (Buk, Kosten), Polnische Fraktion

- Chlapowski, Thaddäus von, Rittergutsbesitzer
WK Posen 5 (Kröben), Polnische Fraktion

- Conrad, Hermann, Rittergutsbesitzer
WK Marienwerder 1 (Marienwerder, Stuhm), Nationalliberale Partei

- Cornely, Friedrich Leopold, Notar
WK Koblenz 6 (Adenau, Cochem, Zell), Deutsche Fortschrittspartei

- Cottenet, Georges von, Landrat, Rittergutsbesitzer
WK Liegnitz 5 (Löwenberg), Konservative Partei

- Crämer, Carl, Werkmeister,
WK Mittelfranken 1 (Nürnberg), Bayerische Fortschrittspartei

- Cranach, Rudolph Anton Lucas von, Gutsbesitzer,
WK Frankfurt 2 (Landsberg/Warthe, Soldin), Konservative Partei

- Czarlinski, Emil von, Rittergutsbesitzer
WK Danzig 4 (Neustadt/Westpreußen, Karthaus), Polnische Fraktion

## D

Adolph von Dietze
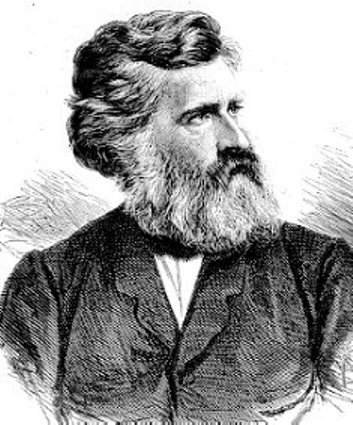
Franz Duncker

- Dahmen, Otto, Gutsbesitzer,
WK Baden 7 (Wolfach, Kehl), Grossdeutsch-Katholisch

- Davier, Eduard Wieprecht von, Gutsbesitzer,
WK Erfurt 1 (Nordhausen), Konservative Partei

- Deffner, Karl, Fabrikant,
WK Württemberg 6 (Esslingen, Nürtingen), Großdeutsch-Demokratisch

- Dennig, August, Bijouterie-Fabrikant,
WK Baden 9 (Pforzheim, Ettlingen), Nationalliberale Partei

- Denzin, Carl Friedrich von, Rittergutsbesitzer,
WK Köslin 1 (Stolp, Lauenburg in Pommern), Konservative Partei

- Deutz, Arnold, Tuchfabrikant
WK Aachen 3 (Aachen-Stadt), fraktionslos liberal

- Devens, Friedrich Leopold, Rittergutsbesitzer
WK Düsseldorf 5 (Essen), Freikonservative Vereinigung

- Diepolder, Johann Michael, Ministerialrat
WK Oberpfalz 1 (Regensburg, Burglengenfeld, Stadtamhof), Bayerisch-Konservativ

- Diest, Gustav von, Regierungspräsident,
WK Wiesbaden 3 (St. Goarshausen, Unterwesterwald), Konservative Partei

- Dietze, Gustav Adolf, Amtsrat und Rittergutsbesitzer,
WK Magdeburg 7 (Aschersleben, Calbe), Freikonservative Vereinigung

- Diffené, Heinrich Christian, Kaufmann
WK Baden 11 (Mannheim), Nationalliberale Partei

- Dörnberg, Albert von, Landrat,
WK Arnsberg 1 (Wittgenstein, Siegen, Biedenkopf), Altliberales Zentrum

- Doertenbach, Georg Martin, Bankier und Unternehmer
WK Württemberg 14 (Nagold, Calw, Neuenbürg), fraktionslos

- Dohna-Finckenstein, Rodrigo Otto Heinrich Graf zu, Landrat a. D. und Fideikommissherr,
WK Marienwerder 2 (Rosenberg, Löbau), Konservative Partei

- Dohna-Kotzenau, Graf Hermann zu, Herrschaftsbesitzer,
WK Liegnitz 4 (Lüben, Bunzlau), Nationalliberale Partei

- Duncker, Franz, Verlagsbuchhändler, 
WK Berlin 5,  Deutsche Fortschrittspartei

- Dzialynski, Johann von, Rittergutsbesitzer,
WK Posen 1 (Posen-Stadt), Polnische Fraktion (Nachwahl 1869)

## E

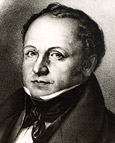
Karl von Eichthal
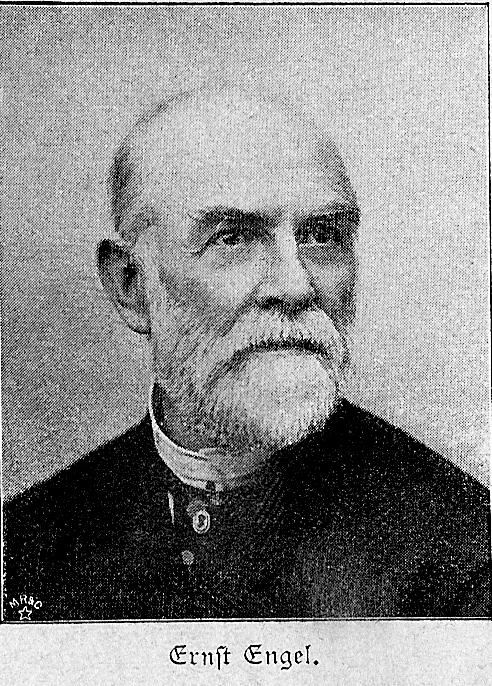
Ernst Engel
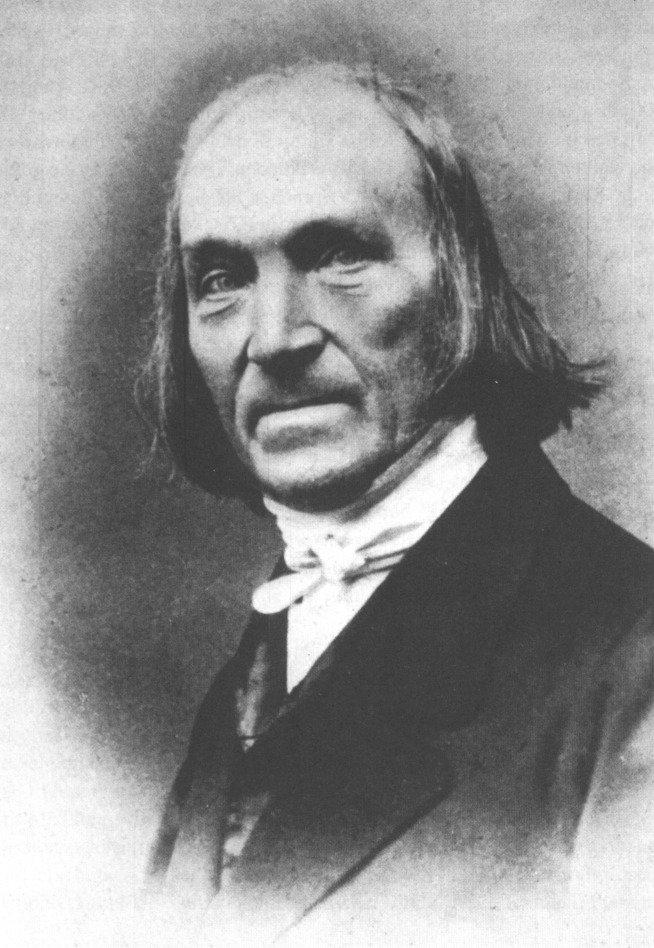
Georg Heinrich August Ewald

- Eckardstein-Prötzel, Ernst von, Rittergutsbesitzer,
WK Potsdam 5 (Oberbarnim), Freikonservative Vereinigung

- Edel, Carl Franz Wilhelm, Dr. jur., Professor für Kriminalrecht,
WK Unterfranken 3 (Lohr, Karlstadt, Hammelburg, Marktheidenfeld, Gemünden), fraktionslos

- Eichmann, Franz August, Kammergerichtsrat
WK Königsberg 2 (Labiau, Wehlau), Konservative Partei

- Eichthal, Karl von, Bankier
WK Oberbayern 6 (Weilheim, Werdenfels, Bruck, Landsberg, Schongau), fraktionslos

- Eicke, Ernst Friedrich von, Rittergutsbesitzer
WK Breslau 5 (Ohlau, Strehlen, Nimptsch), fraktionslos konservativ

- Einsiedel, Georg Curt von, Regierungsrat
WK Sachsen 20 (Marienberg, Zschopau), Freikonservative Vereinigung

- Elsner, Oscar von, Gutsbesitzer,
WK Liegnitz 6 (Liegnitz, Goldberg-Haynau), Freikonservative Vereinigung (Nachwahl 1869)

- Endemann, Wilhelm, Dr. jur., Professor,
WK Schwarzburg-Rudolstadt (Königsee, Frankenhausen), Nationalliberale Partei

- Engel, Franz, Lohgerbermeister,
WK Oppeln 9 (Leobschütz), Nationalliberale Partei

- Engel, Ernst, Oberregierungsrat,
WK Aachen 1 (Schleiden, Malmedy, Montjoie), Nationalliberale Partei

- Erath, Wilhelm, Kaufmann
WK Württemberg 16 (Freudenstadt, Horb, Oberndorf, Sulz), Deutsche Volkspartei

- Erhard, Otto, Dr., Rechtsanwalt,
WK Mittelfranken 5 (Dinkelsbühl, Gunzenhausen, Feuchtwangen), Bayerische Fortschrittspartei

- Eulenburg, Botho Heinrich zu, Regierungspräsident Marienwerder,
WK Marienwerder 7 (Schlochau, Flatow), Konservative Partei

- Evelt, August, Kreisgerichtsdirektor,
WK Hohenzollernsche Lande (Sigmaringen, Hechingen), Altliberales Zentrum

- Ewald, Heinrich Georg August, Dr. phil., Professor,
WK Hannover 8 (Hannover-Stadt), Deutsch-Hannoversche Partei (Nachwahl 1869)

- Eysoldt, Arthur, Advokat und Notar,
WK Sachsen 8 (Pirna, Sebnitz), Deutsche Fortschrittspartei (Nachwahl 1869)

## F

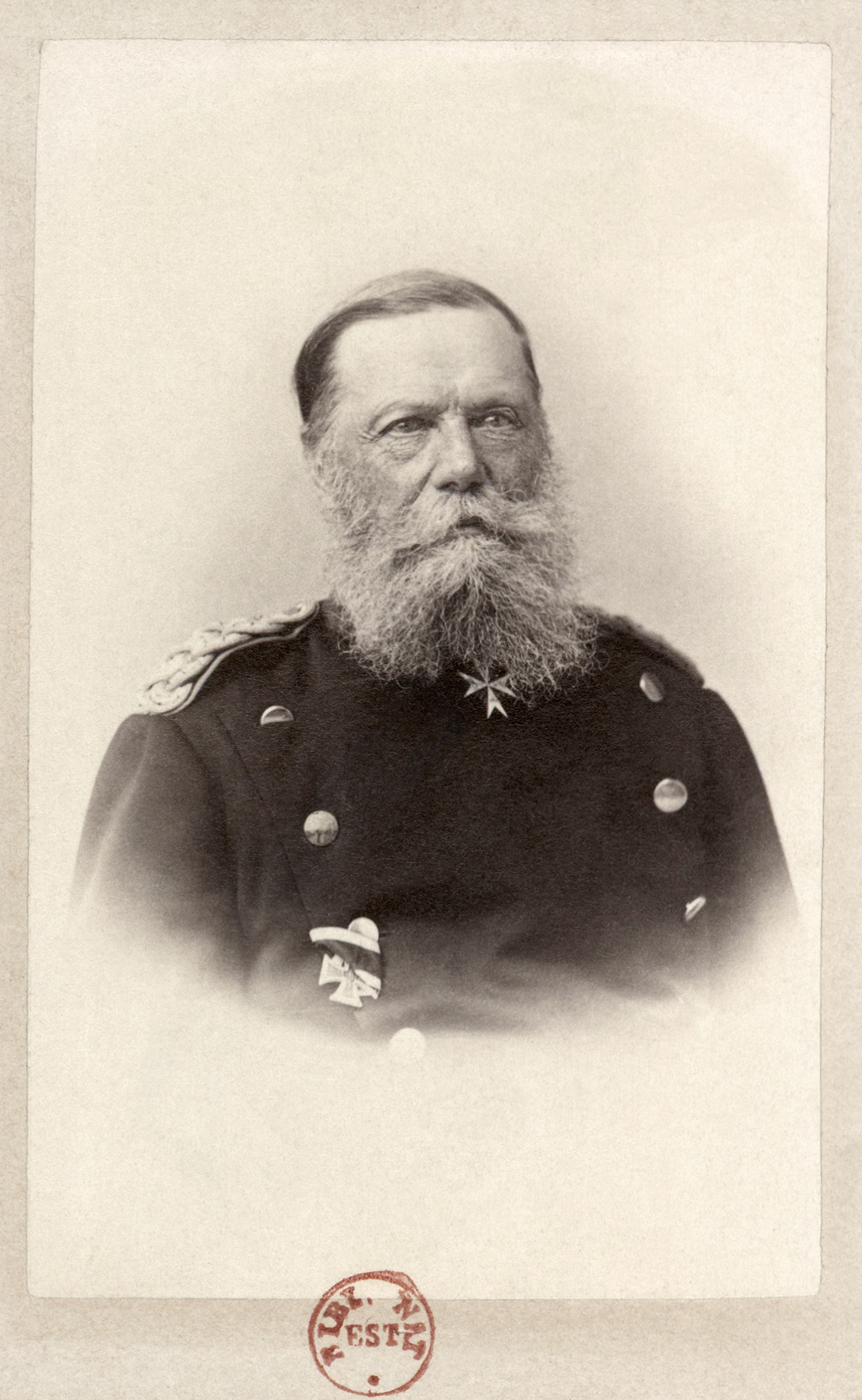
Eduard Vogel von Falckenstein
Friedrich Feustel
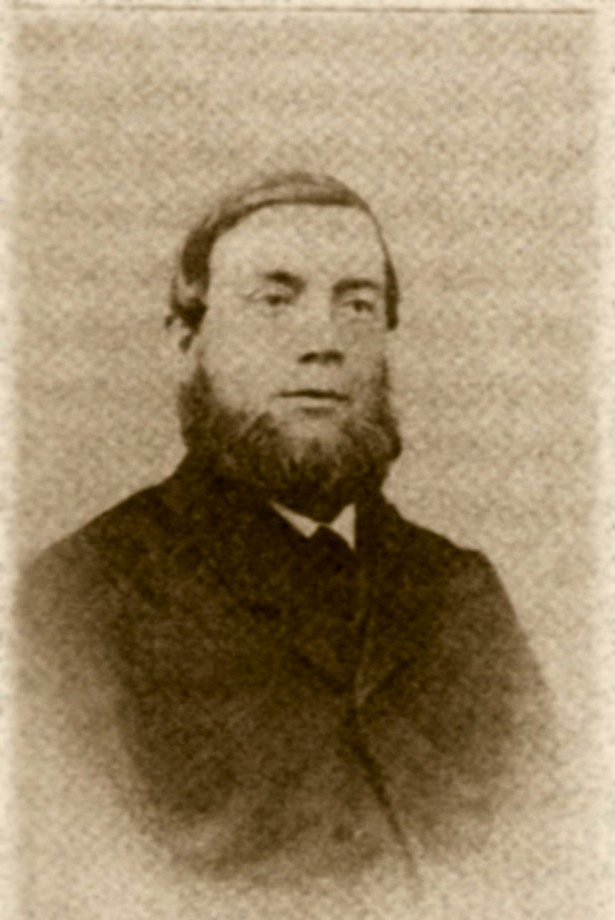
Friedrich Wilhelm Emil Försterling
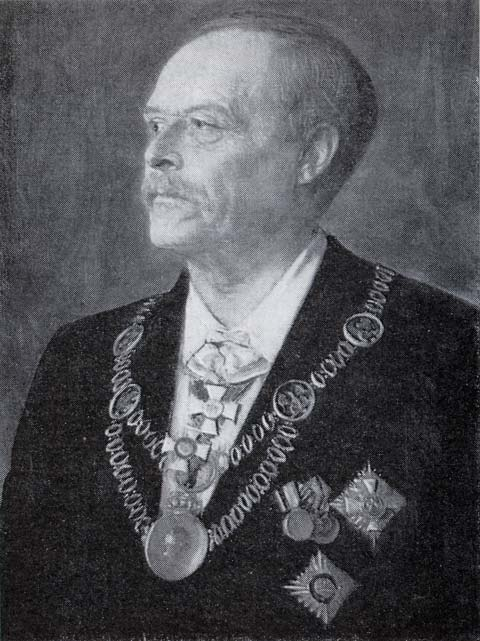
Max von Forckenbeck

- Fabricius, August, Zolldirektor
WK Hessen 4 (Darmstadt, Groß-Gerau), Freikonservative Vereinigung

- Falckenstein, Eduard Vogel von, General und Gutsbesitzer
WK Königsberg 3 (Königsberg-Stadt), Konservative Partei

- Fauler, Eduard, Eisenwerks- und Gutsbesitzer,
WK Baden 5 (Freiburg, Emmendingen), Nationalliberale Partei

- Feustel, Friedrich, Bankier,
WK Oberfranken 2 (Bayreuth, Wunsiedel, Berneck), Nationalliberale Partei

- Fink, Franz, Ministerialrat
WK Hessen 6 (Erbach, Bensheim, Lindenfels, Neustadt im Odenwald), Freikonservative Vereinigung

- Försterling, Friedrich Wilhelm Emil, Kupferschmiedemeister,
WK Sachsen 16 (Chemnitz), Allgemeiner Deutscher Arbeiterverein

- Forckenbeck, Max von, Rechtsanwalt,
WK Magdeburg 5 (Neuhaldensleben, Wolmirstedt), Nationalliberale Partei

- Forkel, Friedrich, Rechtsanwalt,
WK Sachsen-Coburg-Gotha 1 (Coburg), Nationalliberale Partei

- Francke, Karl Philipp, Regierungspräsident,
WK Schleswig-Holstein 9 (Oldenburg in Holstein, Plön), Bundesstaatlich-Konstitutionelle Vereinigung

- Frankenberg und Ludwigsdorf, Friedrich von, Gutsbesitzer,
WK Oppeln 11 (Falkenberg O.S., Grottkau), Freikonservative Vereinigung

- Frankenberg und Ludwigsdorf, Leopold von, Oberappellationsgerichtspräsident a. D.,
WK Breslau 1 (Guhrau, Steinau, Wohlau), Konservative Partei

- Franckenstein, Georg Arbogast von und zu, Rittergutsbesitzer,
 WK Mittelfranken 4 (Eichstätt, Beilngries, Weissenburg), Grossdeutsch-Katholisch

- Frantz, Albrecht Bernhard, Gutsbesitzer,
WK Erfurt 2 (Heiligenstadt, Worbis), Freikonservative Vereinigung

- Freisleben, Karl, Rechtsanwalt,
WK Württemberg 4 (Gmünd, Göppingen), Deutsche Volkspartei

- Freytag, Andreas, Advokat München,
WK Oberbayern 5 (Wasserburg, Erding, Mühldorf), fraktionslos

- Friedenthal, Carl Rudolph, Dr. jur., Landrat a. D. und Rittergutsbesitzer,
WK Oppeln 12 (Neisse), Altliberales Zentrum

- Fries, Hugo Friedrich, Advokat,
WK Sachsen-Weimar-Eisenach 1 (Weimar, Apolda), Nationalliberale Partei

- Fritzsche, Friedrich Wilhelm, Zigarrenarbeiter,
WK Düsseldorf 1 (Lennep, Mettmann), Allgemeiner Deutscher Arbeiterverein (Nachwahl 1868)

- Fromme, Ludolf, Verwaltungsbeamter
WK Hannover 16 (Lüneburg, Soltau, Winsen an der Luhe), Nationalliberale Partei

- Fühling, Johann Joseph, Lehrer
WK Köln 1 (Köln-Stadt), Deutsche Fortschrittspartei

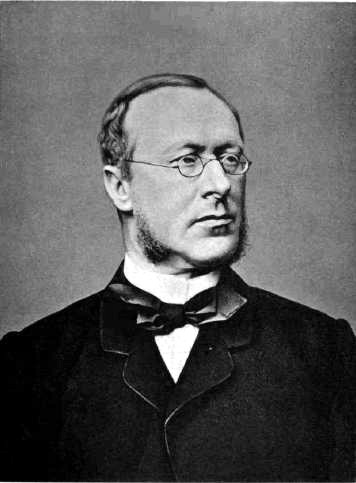
Georg Arbogast von und zu Franckenstein
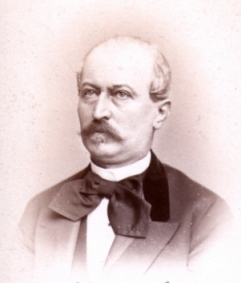
Karl Rudolf Friedenthal
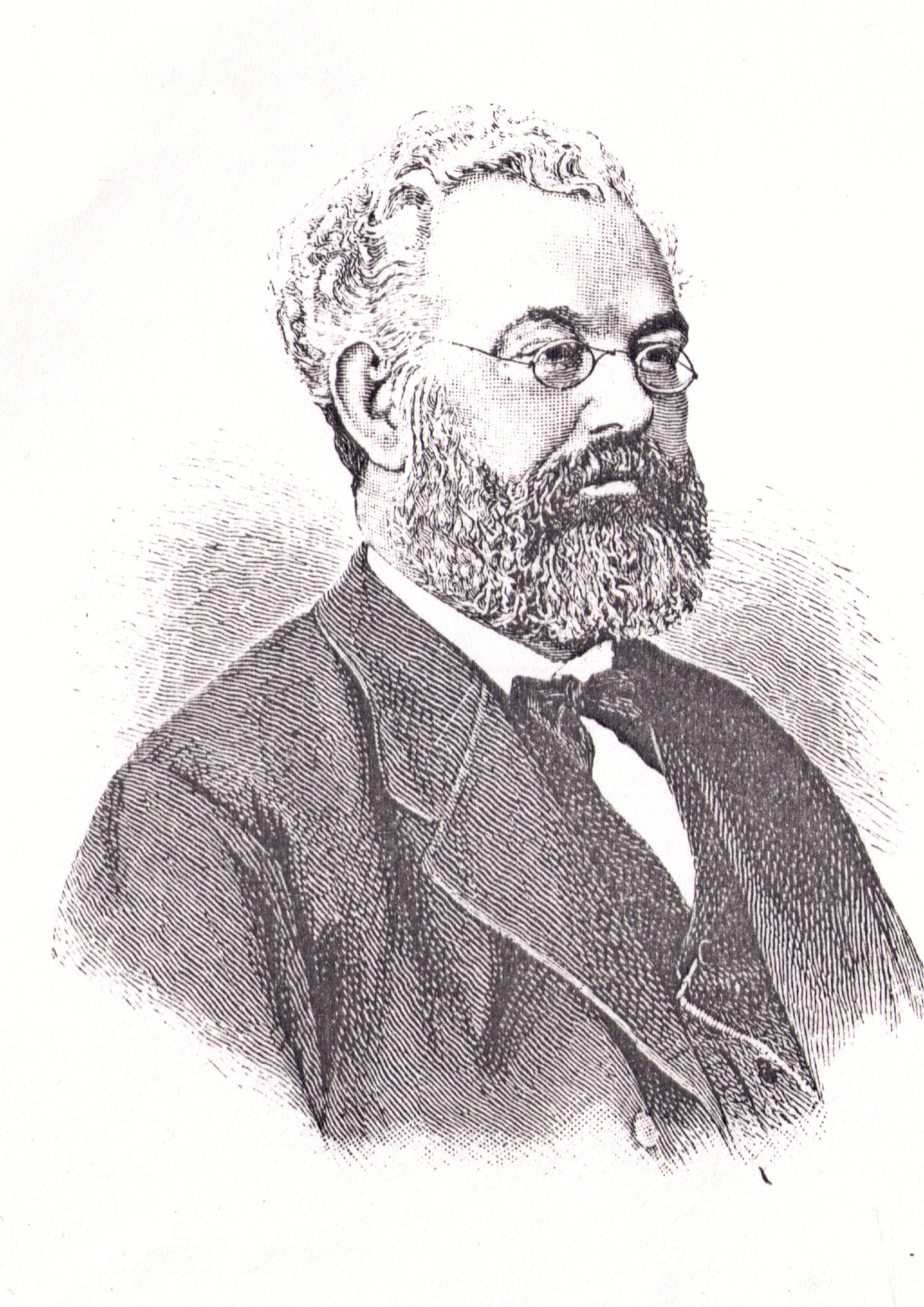
Johann Joseph Fühling

## G

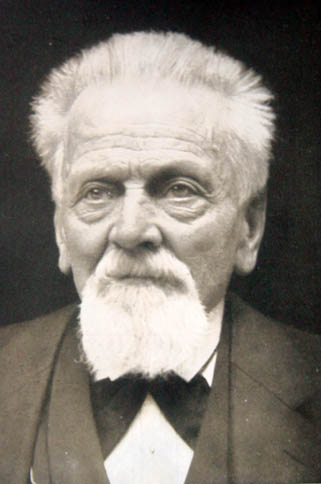
Ferdinand Goetz

- Gebert, Karl Wilhelm, Staatsanwalt,
WK Sachsen 14 (Borna, Geithain, Rochlitz), Bundesstaatlich-Konstitutionelle Vereinigung

- Genast, Wilhelm, Staatsanwalt,
WK Sachsen-Weimar-Eisenach 3 (Jena, Neustadt an der Orla), Nationalliberale Partei

- Gitzler, Ludwig, Professor,
WK Breslau 13 (Frankenstein, Münsterberg), Freikonservative Vereinigung

- Göddertz, Aloys, Kaufmann
WK Köln 5 (Siegkreis, Waldbröl), Freie Vereinigung

- Göler-Ravensburg, Ernst von, Grundherr,
WK Baden 10 (Karlsruhe, Bruchsal), Konservative Partei

- Goetz, Ferdinand, Arzt,
WK Sachsen 13 (Leipzig-Land, Taucha, Markranstädt, Zwenkau), fraktionslos liberal

- Goltz, Eduard Kuno von der, Generalmajor,
WK Minden 1 (Minden, Lübbecke, Jadegebiet), Konservative Partei

- Gommelshausen, Wilhelm, Pfarrer,
WK Koblenz 5 (Mayen, Ahrweiler), Freie Vereinigung

- Graeve, Alexander von, Gutsbesitzer,
WK Posen 9 (Krotoschin), Polnische Fraktion

- Grävenitz, Ernst von, Rittergutsbesitzer,
WK Liegnitz 1 (Grünberg, Freystadt), Konservative Partei

- Graevenitz, Hugo von, Rittergutsbesitzer,
WK Liegnitz 8 (Schönau, Hirschberg), Konservative Partei

- Grote, August von, Rittergutsbesitzer,
 WK Hannover 15 (Lüchow, Uelzen, Dannenberg, Bleckede), Deutsch-Hannoversche Partei

- Grumbrecht, August, Bürgermeister Harburg,
 WK Hannover 17 (Harburg, Rotenburg in Hannover, Zeven), Nationalliberale Partei

- Guenther, Franz Adolph, Rittergutsbesitzer,
WK Marienwerder 8 (Deutsch-Krone), Freikonservative Vereinigung

- Günther, Theodor, Rittergutsbesitzer,
 WK Sachsen 11 (Oschatz, Wurzen, Grimma), Bundesstaatlich-Konstitutionelle Vereinigung

- Gürster, Joseph, Kreisgerichtsrat
WK Oberpfalz 2 (Amberg, Nabburg, Sulzbach, Eschenbach), Freikonservative Vereinigung

- Guttenberg, Hermann von und zu, Rittergutsbesitzer,
WK Unterfranken 2 (Kitzingen, Gerolzhofen, Ochsenfurt, Volkach), Bayerisches Zentrum

## H

Albert Hänel
Robert Eduard von Hagemeister
Friedrich Hammacher
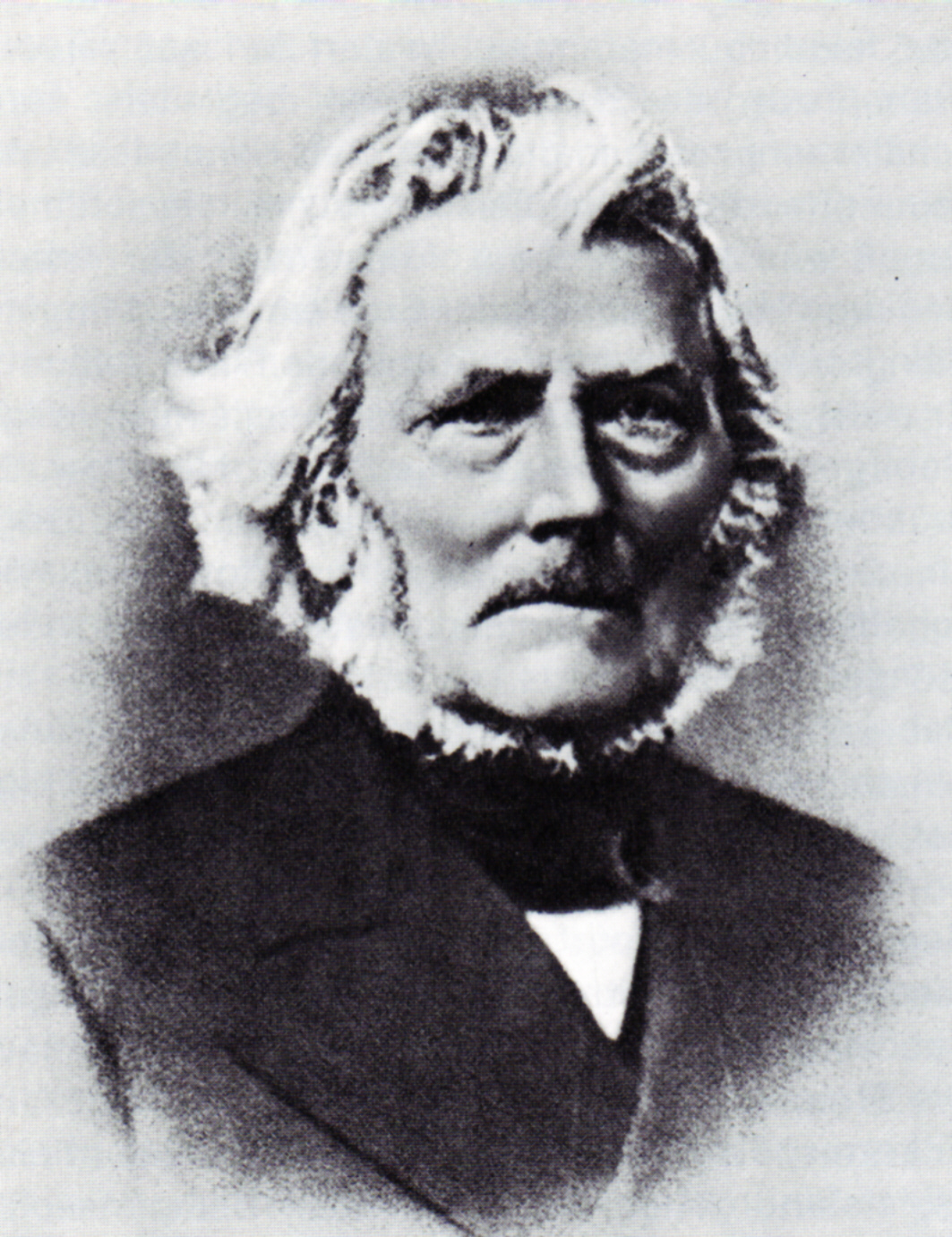
Friedrich Harkort

- Hänel, Albert, Dr. jur., Professor Kiel,
WK Schleswig-Holstein 7 (Kiel, Rendsburg), Bundesstaatlich-Konstitutionelle Vereinigung

- Hafenbrädl, Aloys, Bezirksgerichtsrat,
WK Niederbayern 5 (Deggendorf, Regen, Viechtach, Kötzting), Bayerisch-Konservativ

- Hagemeister, Robert Eduard von, Rittergutsbesitzer
WK Stralsund 1 (Rügen, Stralsund, Franzburg), Freikonservative Vereinigung

- Hagen, Adolf, Direktor Unionsbank Berlin,
WK Berlin 1, Deutsche Fortschrittspartei

- Hagke, Friedrich Bernhard Freiherr von, Landrat und Rittergutsbesitzer,
WK Erfurt 3 (Mühlhausen, Langensalza, Weißensee), Freikonservative Vereinigung

- Hammacher, Friedrich, Dr. jur., Bergwerks- und Hüttenbesitzer,
WK Merseburg 4 (Halle/Saale, Saalkreis), Nationalliberale Partei (Nachwahl 1869)

- Hammerstein, Wilhelm von, Staatsminister,
WK Hannover 6 (Syke, Verden), Bundesstaatlich-Konstitutionelle Vereinigung

- Handjery, Nicolaus Prinz von, Dr. jur., Landrat Teltow,
WK Potsdam 10 (Teltow, Beeskow-Storkow), Konservative Partei (Nachwahl 1869)

- Hantelmann, Ernst, Advokat,
WK Hannover 1 (Emden, Norden, Weener), Nationalliberale Partei

- Harkort, Friedrich, Kaufmann und Techniker,
WK Arnsberg 4 (Hagen), Deutsche Fortschrittspartei

- Harnier, Richard, Dr. jur., Direktor Landeskreditanstalt Kassel,
WK Kassel 4 (Eschwege, Schmalkalden, Witzenhausen), Nationalliberale Partei

- Hasenclever, Wilhelm, Gerber,
WK Düsseldorf 6 (Duisburg), Allgemeiner Deutscher Arbeiterverein (Nachwahl 1869)

- Hausmann, Franz, Stadtsyndikus und Stadtrichter,
WK Lippe (Detmold, Lemgo), Deutsche Fortschrittspartei

- Hebting, Joseph, Weinhändler,
WK Baden 3 (Waldshut, Säckingen, Neustadt im Schwarzwald), Nationalliberale Partei

- Heinemann, Ferdinand von, Gymnasiallehrer
WK Braunschweig 2 (Helmstedt, Wolfenbüttel), Nationalliberale Partei

- Heinen, Gustav von, Rittergutsbesitzer
 WK Liegnitz 7 (Landeshut, Jauer, Bolkenhain), Konservative Partei (Nachwahl 1869)

- Helldorff, Carl Heinrich von, Rittergutsbesitzer,
WK Merseburg 7 (Querfurt, Merseburg), fraktionslos konservativ

- Henckel von Donnersmarck, Guido, Rittergutsbesitzer
WK Oppeln 5 (Beuthen, Tarnowitz), Nationalliberale Partei

- Henneberg, Friedrich Wilhelm, Rechtsanwalt
WK Sachsen-Coburg-Gotha 2 (Gotha), Deutsche Fortschrittspartei (Nachwahl 1869)

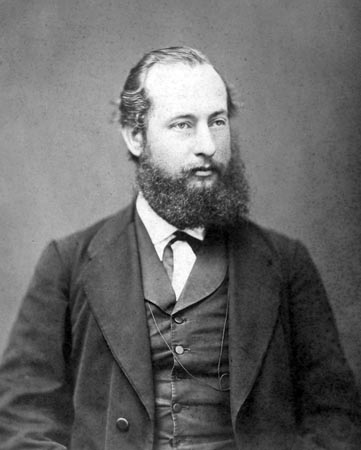
Wilhelm Hasenclever
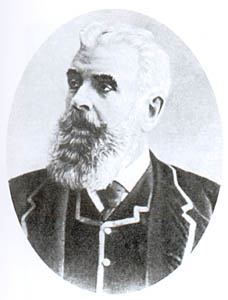
Guido Henckel von Donnersmarck
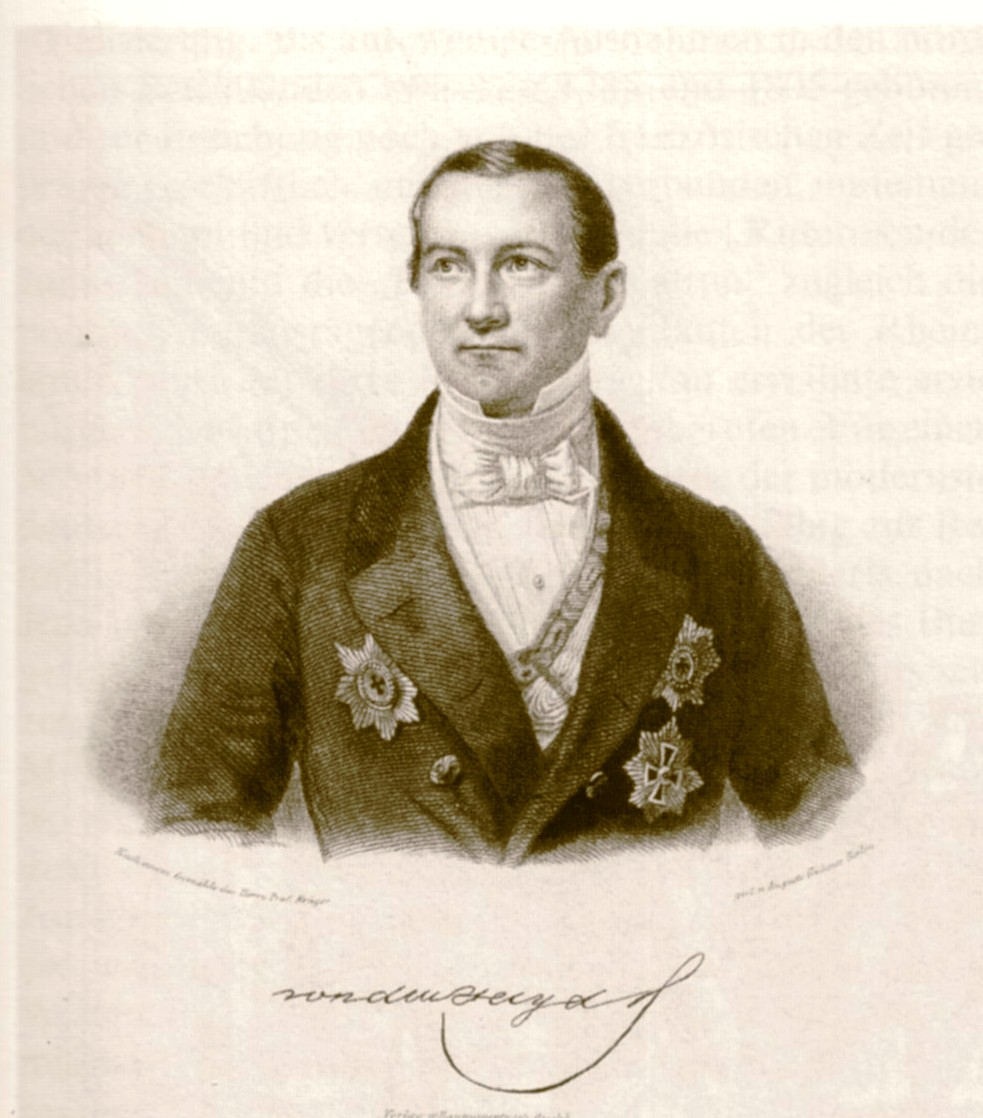
August von der Heydt

- Hennig, Julius Carl August von, Rittergutsbesitzer,
 WK Marienwerder 3 (Graudenz, Strasburg/Westpreußen), Nationalliberale Partei

- Herth, Gustav, Gutsbesitzer
WK Baden 12 (Heidelberg), Nationalliberale Partei

- Heubner, Julius Leonhard, Lehrer
WK Sachsen 22 (Auerbach, Reichenbach), Deutsche Fortschrittspartei

- Heydt, August von der, Bankier
WK Erfurt 4 (Erfurt, Schleusingen, Ziegenrück), fraktionslos konservativ

- Heyl, Karl, Amtsgerichtsrat,
WK Trier 4 (Saarlouis, Merzig, Saarburg), Freie Vereinigung

- Hilgers, Franz Jakob von, Gutsbesitzer
WK Aachen 4 (Düren, Jülich), Deutsche Fortschrittspartei

- Hinrichsen, Marcus Wolf, Kaufmann
WK Hamburg 1,  Nationalliberale Partei (Nachwahl 1868)

- Max Hirsch, Privatgelehrter,
WK Sachsen 23 (Plauen, Oelsnitz, Klingenthal), Deutsche Fortschrittspartei  (Nachwahl 1869)

- Hoffmann, Julius, Rittergutsbesitzer,
WK Sachsen-Meiningen 1 (Meiningen, Hildburghausen), Nationalliberale Partei

- Hohenlohe-Öhringen, Hugo Fürst zu, Standesherr,
 WK Oppeln 4 (Lublinitz, Tost-Gleiwitz), Freikonservative Vereinigung

- Hohenlohe-Schillingsfürst, Chlodwig zu, Staatsminister a. D.,
 WK Oberfranken 3 (Forchheim, Kulmbach, Pegnitz, Ebermannstadt), fraktionslos

- Holzer, Carl Josef, Dr. theol., Dompropst,
 WK Trier 1 (Daun, Bitburg, Prüm), Freikonservative Vereinigung

- Hompesch, Alfred Polycarp von, Rittergutsbesitzer,
WK Aachen 5 (Geilenkirchen, Heinsberg, Erkelenz), Freikonservative Vereinigung

- Hosius, Clemens, Landgerichtspräsident,
WK Koblenz 2 (Neuwied), Nationalliberale Partei

- Hoverbeck, Leopold Freiherr von, Gutsbesitzer,
WK  Berlin 2, Deutsche Fortschrittspartei

- Hüffer, Herrmann, Professor, 
WK Düsseldorf  9 (Kempen), Freie Vereinigung

- Hüllessem-Meerscheidt, Otto Karl Freiherr von, Landrat Königsberg und Gutsbesitzer,
WK Königsberg 4 (Fischhausen, Königsberg-Land), Konservative Partei

Max Hirsch
Alfred Polycarp von Hompesch
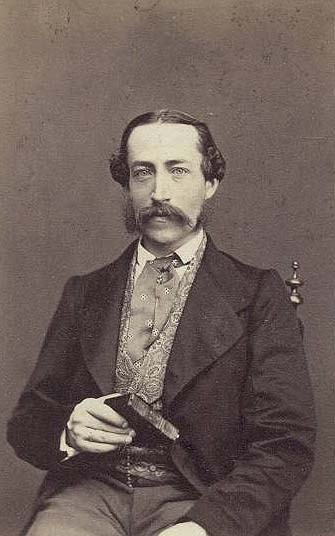
Hugo zu Hohenlohe-Öhringen
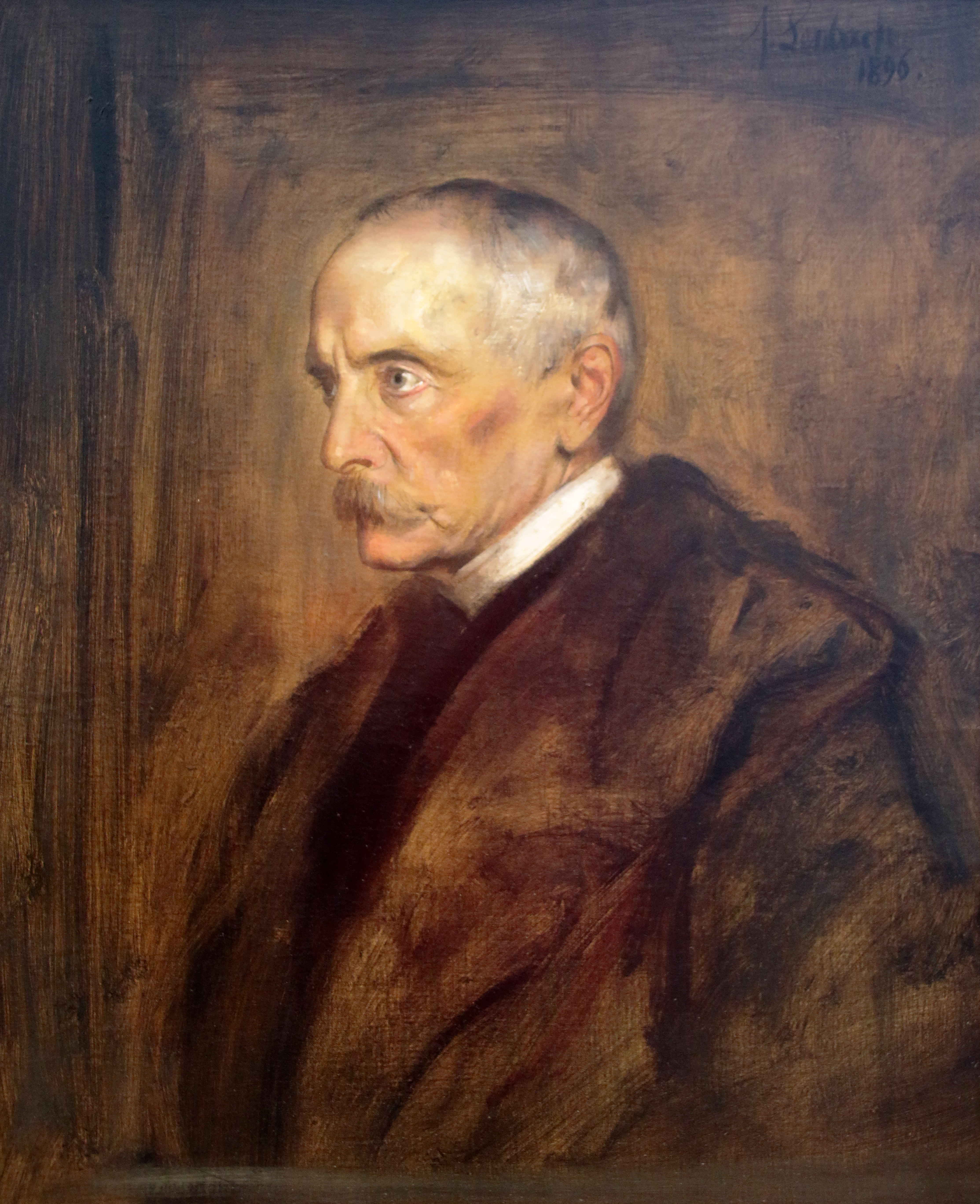
Chlodwig zu Hohenlohe-Schillingsfürst

## I

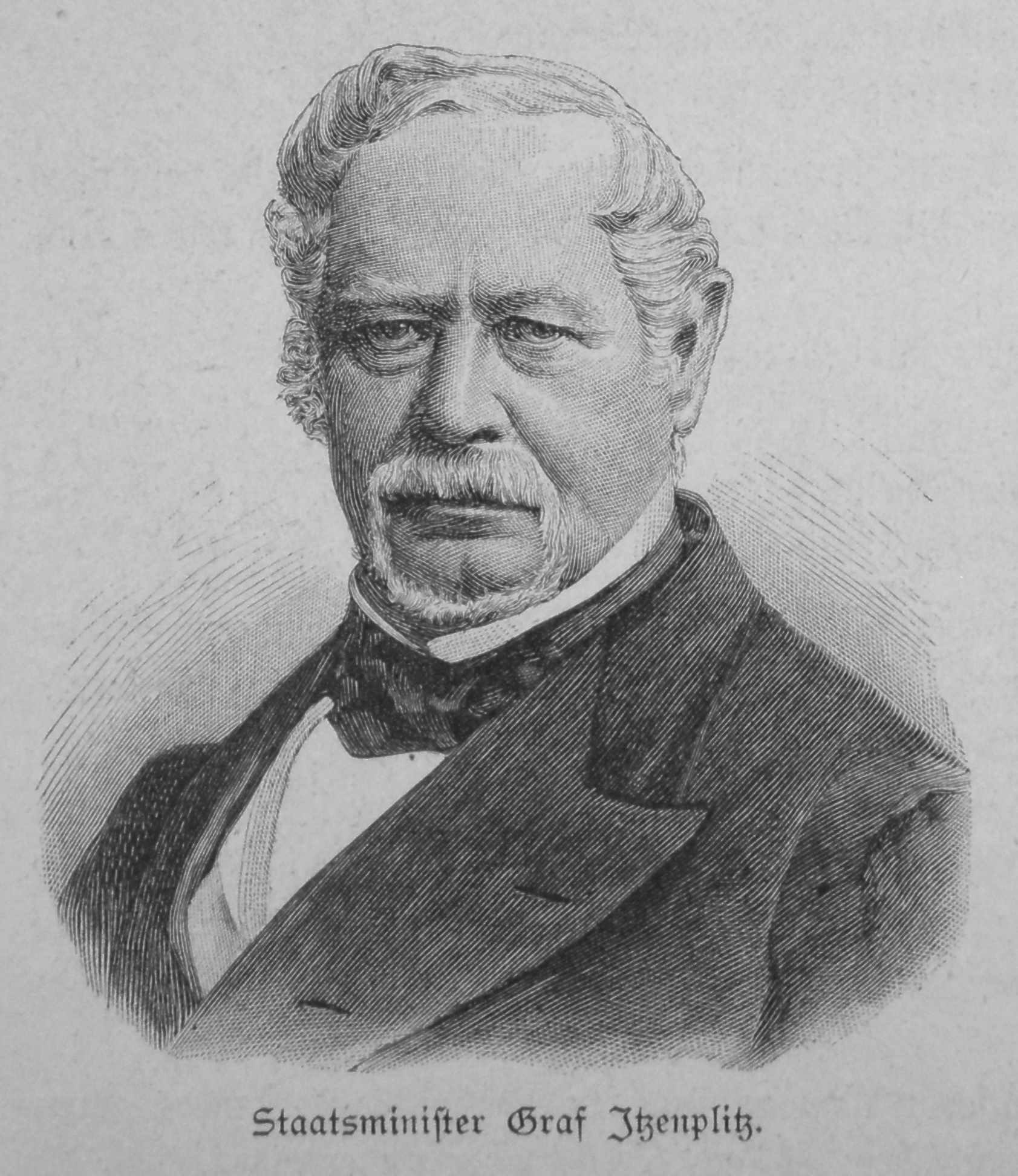
Heinrich Friedrich von Itzenplitz

- Itzenplitz, Heinrich Friedrich von, Rittergutsbesitzer,
WK Gumbinnen 4 (Stallupönen, Goldap, Darkehmen), fraktionslos konservativ

## J

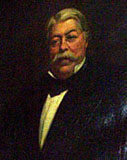
Ludwig Andreas Jordan

- Jackowski, Hiacynt von, Rittergutsbesitzer,
WK Danzig 5 (Berent, Preußisch Stargard), Polnische Fraktion

- Jäger, Karl Bernhard, Rechtsanwalt,
WK Reuß jüngerer Linie (Gera, Schleiz), Nationalliberale Partei

- Jagow, Gustav Wilhelm von, Oberpräsident Brandenburg,
WK  Potsdam 1 (Westprignitz), Konservative Partei

- Jansen, Friedrich, Fabrikant
WK Oberfranken 1 (Hof, Naila, Rehau, Münchberg), Nationalliberale Partei

- Jensen, Friedrich Heinrich Otto, Obergerichtsrat a. D.,
 WK Schleswig-Holstein 6 (Pinneberg, Segeberg), Bundesstaatlich-Konstitutionelle Vereinigung

- Jörg, Josef Edmund, Reichsarchivsekretär,
WK Oberpfalz 3 (Neumarkt, Velburg, Hemau), fraktionslos

- Jordan, Julius, Amtmann,
WK  Hannover 12 (Göttingen, Duderstadt, Münden), Bundesstaatlich-Konstitutionelle Vereinigung

- Jordan, Ludwig Andreas, Weingutbesitzer,
WK Pfalz 2 (Landau, Neustadt an der Haardt), Nationalliberale Partei

- Jüngken, Hermann, Rittergutsbesitzer,
WK Merseburg 6 (Sangerhausen, Eckartsberga), Nationalliberale Partei

## K

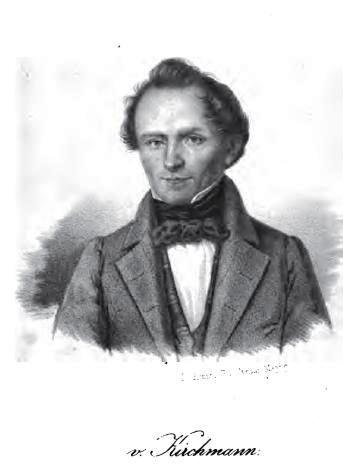
Julius von Kirchmann
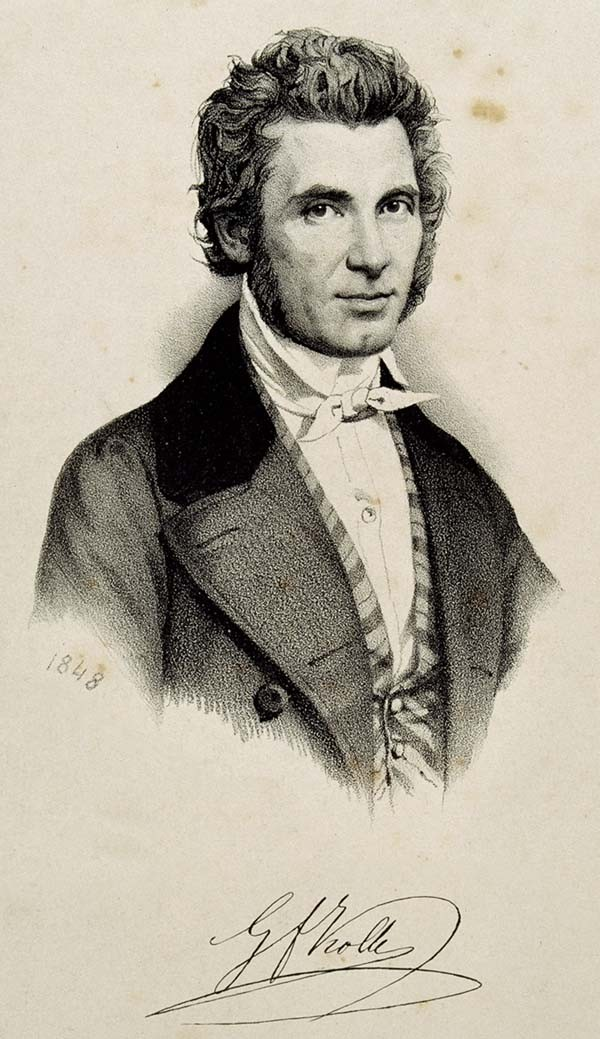
Georg Friedrich Kolb
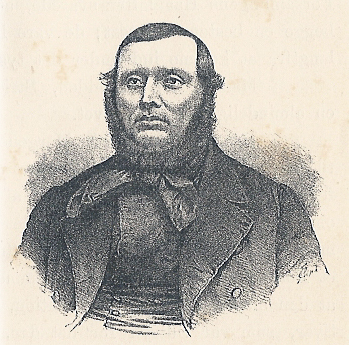
Hans Andersen Krüger

- Kalckstein, Willibald von, Landrat,
 WK Königsberg 5  (Heiligenbeil, Preußisch-Eylau), Konservative Partei

- Kanitz, Hans von,
WK Königsberg 7 (Preußisch-Holland, Mohrungen), Konservative Partei (Nachwahl 1869)

- Kanngießer, Carl Hermann, Appellationsgerichtsrat,
WK Düsseldorf 11 (Krefeld),  Nationalliberale Partei

- Kantak, Kasimir, Rittergutsbesitzer,
WK Bromberg 4 (Inowrazlaw, Mogilno), Polnische Fraktion

- Kardorff, Wilhelm von, Rittergutsbesitzer,
WK Breslau 5 (Ohlau, Strehlen, Nimptsch), Freikonservative Vereinigung (Nachwahl 1868)

- Karstedt, Carl Otto Sigismund von, Rittergutsbesitzer,
WK Potsdam 2 (Ostprignitz), Konservative Partei

- Keller, Otto, Bankdirektor,
WK Düsseldorf 6 (Duisburg, Mülheim an der Ruhr, Ruhrort), Nationalliberale Partei

- Kester, Franz, Fabrikdirektor,
WK Oberbayern 2 (München II mit Isarvorstadt, Ludwigsvorstadt, Au, Haidhausen, Giesing, München-Land, Starnberg, Wolfratshausen), fraktionslos

- Keyser, Günther, Staatsanwalt,
WK Schwarzburg-Sondershausen (Sondershausen, Arnstadt, Gehren, Ebeleben), Altliberales Zentrum

- Keyserling-Rautenburg, Reichsgraf Otto von, Majoratsherr,
 WK Gumbinnen 1 (Tilsit, Niederung), Konservative Partei

- Kirchmann, Julius von, Appellationsgerichtsvizepräsident a. D.,
 WK Breslau 6 (Breslau-Stadt Ost), Deutsche Fortschrittspartei

- Kirsner, Ludwig, Hofapotheker Donaueschingen,
 WK Baden 2 (Donaueschingen, Villingen), Nationalliberale Partei

- Kleinsorgen, Karl von, Kreisrichter,
WK Münster 2 (Münster-Stadt, Coesfeld), fraktionslos liberal

- Kleist, Ewald Graf von, Landrat a. D. und Gutsbesitzer,
 WK Frankfurt 7 (Guben, Lübben), Konservative Partei

- Knapp, Johannes, Gutsbesitzer,
WK Wiesbaden 4 (Limburg, Oberlahnkreis, Unterlahnkreis), Deutsche Fortschrittspartei

- Knosp, Rudolf, Fabrikant,
WK Württemberg 13 (Stuttgart), fraktionslos

- Koch, Ferdinand, Hüttenbesitzer,
 WK Braunschweig 3 (Holzminden, Gandersheim), Nationalliberale Partei (Nachwahl 1869)

- Köppe, August, Ministerialrat,
WK Anhalt 1 (Dessau, Zerbst), Nationalliberale Partei

- Köster, Hans, Dr. phil., Rittergutsbesitzer,
 WK Frankfurt 9 (Cottbus, Spremberg), Konservative Partei

- Kolb, Georg Friedrich, Privatgelehrter,
WK Pfalz 6 (Kaiserslautern, Kirchheimbolanden), Grossdeutsch-Demokratisch

- Krätzer, Adolf, Oberlandesgerichtsrat,
WK Niederbayern 3 (Passau, Wegscheid, Wolfstein, Grafenau), Bayerisch-Konservativ

- Kratz, Franz Josef, Kammerpräsident Landgericht Köln,
 WK Düsseldorf 10 (Gladbach), Freie Vereinigung

- Kraus, Werner, Regierungsrat,
WK Schleswig-Holstein 2 (Apenrade, Flensburg), Bundesstaatlich-Konstitutionelle Vereinigung

- Kreutz, Heinrich, Hüttenbesitzer,
WK Arnsberg 3 (Altena, Iserlohn, Lüdenscheid), fraktionslos liberal

- Krieger, Richard, Regierungsrat
WK Posen 1 (Posen-Stadt), Nationalliberale Partei

- Krüger, Hans Andersen, Hofbesitzer,
 WK Schleswig-Holstein 1 (Hadersleben, Sonderburg), Däne

- Künzer, Franz, Dr. jur., Domkapitular Breslau,
WK Breslau 12 (Glatz, Habelschwerdt), Freikonservative Vereinigung

- Kugler, August, Fabrikant,
WK Hessen 5 (Offenbach, Dieburg), Nationalliberale Partei

- Kurz, Heinrich Karl, Richter,
WK Unterfranken 1 (Aschaffenburg, Alzenau, Obernburg, Miltenberg), Bayerisch-Konservativ

- Kwilecki, Mieczysław von, Leutnant,
WK Posen 7 (Schrimm, Schroda), Polnische Fraktion

## L

Eduard Lasker
Wilhelm Adolf Lette
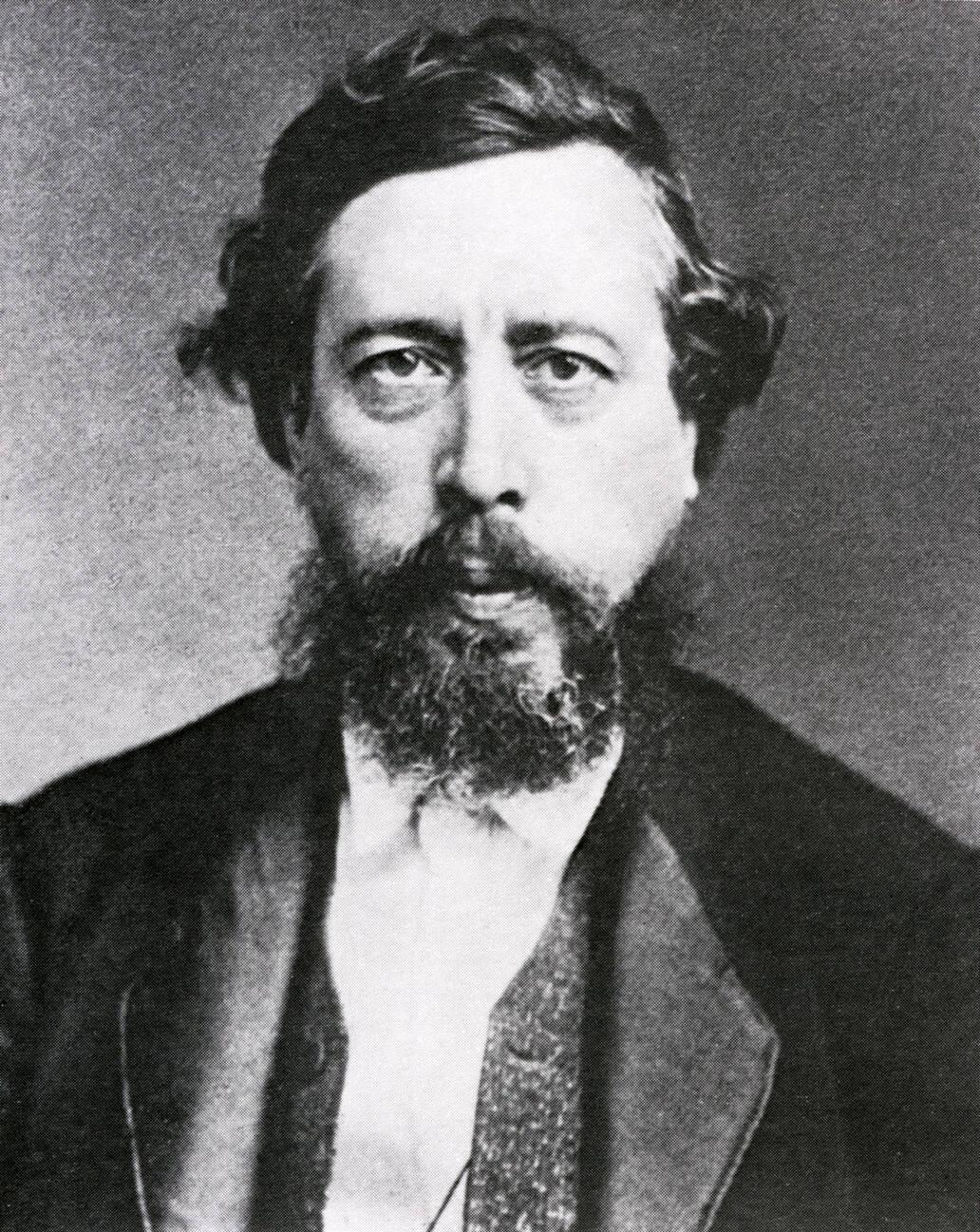
Wilhelm Liebknecht
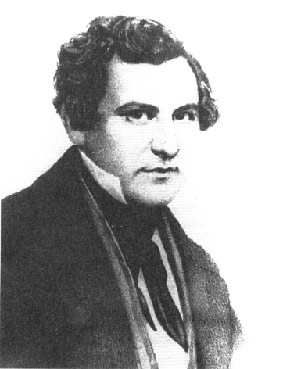
Wilhelm Loewe

- Lasker, Eduard, Rechtsanwalt und Syndikus,
WK Sachsen-Meiningen 2 (Sonneberg, Saalfeld), Nationalliberale Partei

- Lautz, Ludwig, Bankier,
WK Trier 3 (Trier-Stadt), Nationalliberale Partei

- Lehndorff, Karl von, Legationsrat,
WK  Gumbinnen 5 (Angerburg, Lötzen), Konservative Partei

- Leistner, Karl, Privatdozent,
WK Sachsen 21 (Annaberg, Schwarzenberg), Nationalliberale Partei

- Lesse, Theodor Wilhelm, Justizrat,
 WK Danzig 3 (Danzig Stadt), Freie Vereinigung

- Lette, Wilhelm Adolf, Oberregierungsrat,
WK Waldeck-Pyrmont (Waldeck, Pyrmont), Nationalliberale Partei

- Levetzow, Albert von, Rittergutsbesitzer,
WK Frankfurt 3 (Königsberg/Neumark), Konservative Partei

- Lichnowsky, Karl von, Majoratsherr,
WK Oppeln 8 (Ratibor), freikonservativ

- Liebknecht, Wilhelm, Lehrer,
WK  Sachsen 19 (Stollberg, Schneeberg), Sächsische Volkspartei

- Lienau, Cay Dietrich Lienau, Kaufmann,
WK Lübeck, Nationalliberale Partei (Nachwahl 1868)

- Lindau, Jakob, Kaufmann,
WK Baden 8 (Rastatt, Bühl), Altliberales Zentrum,

- Loë, Felix von, Gutsbesitzer,
WK Düsseldorf  8 (Kleve, Geldern), fraktionslos

- Loewe, Wilhelm, Dr. med., praktischer Arzt Berlin,
 WK Arnsberg 5 (Bochum), Deutsche Fortschrittspartei

- Lorentzen, Karl, Dr. phil., Schriftsteller,
WK Schleswig-Holstein 5 (Dithmarschen, Steinburg), Bundesstaatlich-Konstitutionelle Vereinigung

- Lucius, Robert, Dr. med., Rittergutsbesitzer,
 WK Erfurt 4 (Erfurt, Schleusingen, Ziegenrück), Freikonservative Vereinigung (Nachwahl 1870)

- Luck, Ludolf von, Staatsanwalt,
WK Potsdam 7 (Potsdam-Stadt, Osthavelland), Konservative Partei

- Lucke, Ferdinand, Amtsrat,
WK Merseburg 2 (Schweinitz, Wittenberg), Konservative Partei

- Lukas, Joseph, Priester,
WK Niederbayern 2 (Straubing, Bogen, Landau, Vilshofen), Bayerisches Zentrum

- Luxburg, Friedrich Graf von, Regierungspräsident,
WK Unterfranken 4 (Neustadt an der Saale, Brückenau, Mellrichstadt, Königshofen, Kissingen), Bayerisches Zentrum

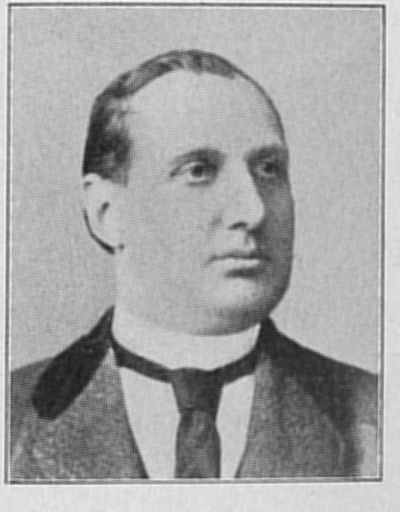
Jakob Lindau
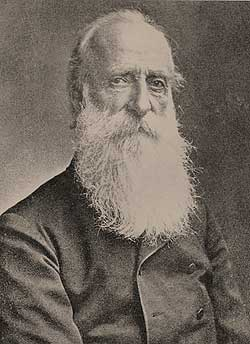
Felix von Loë
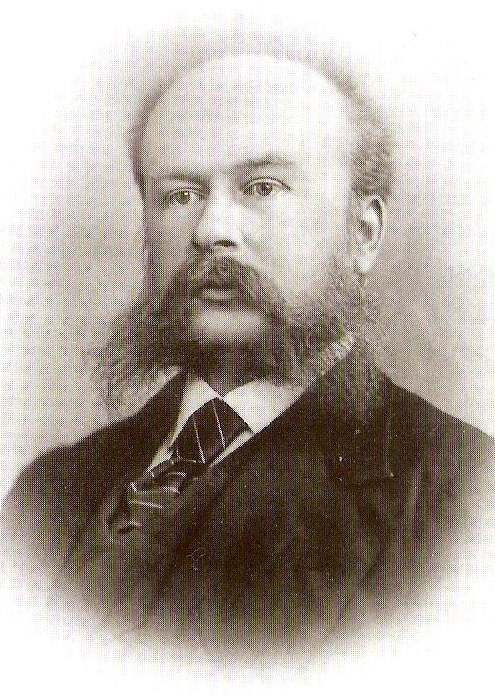
Friedrich von Luxburg

## M

Hermann von Mallinckrodt
Franz August Mammen
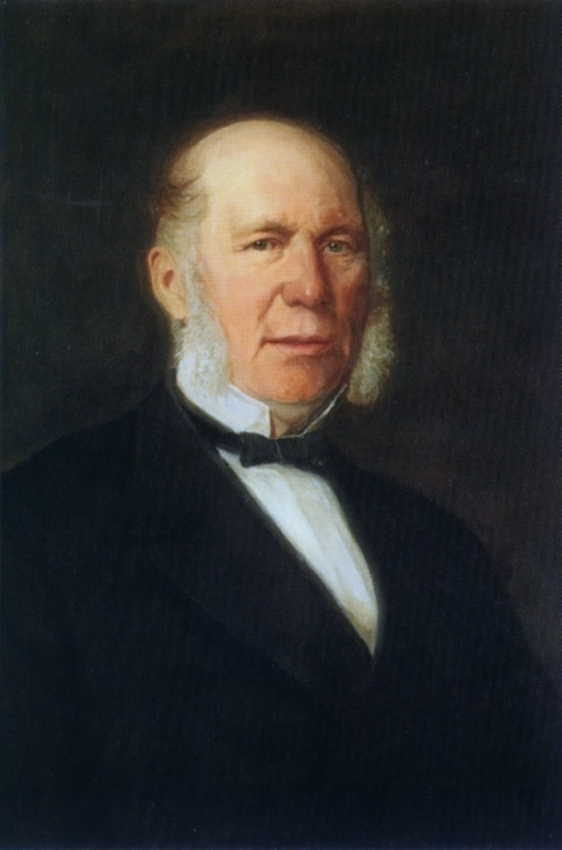
Hermann Henrich Meier
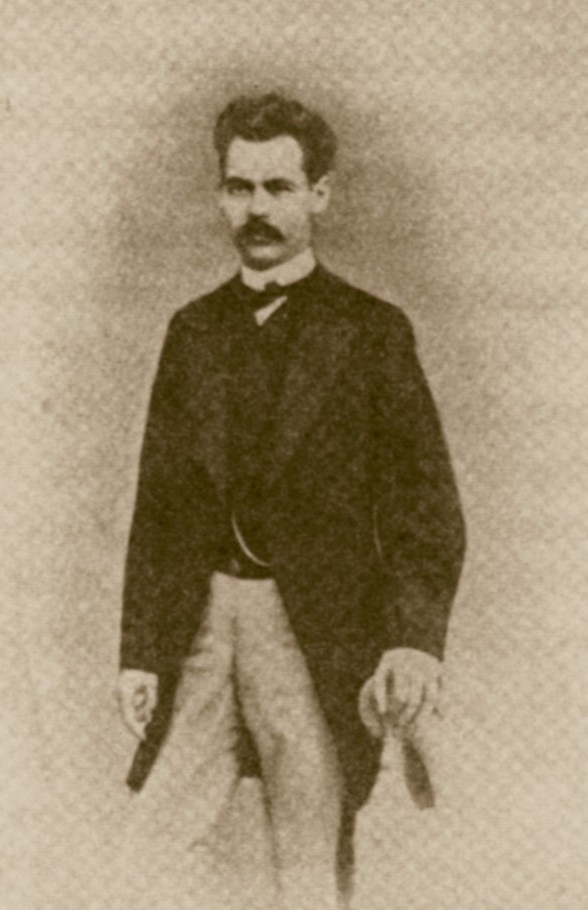
Fritz Mende

- Mallinckrodt, Hermann von, Regierungsrat,
WK Münster 4 (Lüdinghausen, Beckum, Warendorf), Bundesstaatlich-Konstitutionelle Vereinigung

- Maltzan, August Graf von, Standesherr,
 WK Breslau 2 (Militsch, Trebnitz), Freikonservative Vereinigung

- Mammen, Franz August, Fabrikbesitzer,
WK Sachsen 23 (Plauen, Oelsnitz, Klingenthal), Deutsche Fortschrittspartei

- Marquardsen, Heinrich, Dr. jur., Professor Erlangen,
 WK Mittelfranken 2 (Erlangen, Fürth, Hersbruck), Nationalliberale Partei

- Meder, Kaspar, Landwirt,
WK Unterfranken 5 (Schweinfurt, Haßfurt, Ebern), Bayerisch-Konservativ

- Megede, Hans zur, Regierungsrat,
WK Liegnitz 2 (Sagan, Sprottau), Freie Vereinigung

- Meibom, Oskar von, Justizrat,
WK Kassel 3 (Fritzlar, Homberg, Ziegenhain), Nationalliberale Partei (Nachwahl 1870)

- Meier, Hermann Heinrich Meier, Reeder,
WK Bremen, Nationalliberale Partei

- Meixner, Carl von, Ministerialrat,
WK Oberbayern 3 (Aichach, Friedberg, Dachau, Schrobenhausen), Bayerisch-Konservativ

- Mende, Fritz, Journalist,
WK Sachsen 9 (Freiberg, Hainichen), Lassallescher Allgemeiner Deutscher Arbeiterverein (Nachwahl 1869)

- Metz, August Joseph, Dr., Hofgerichtsadvokat Darmstadt,
WK Hessen 8 (Bingen, Alzey), Nationalliberale Partei

- Meulenbergh, Gottfried, Friedensrichter,
WK  Münster 3 (Borken, Recklinghausen), Deutsche Fortschrittspartei

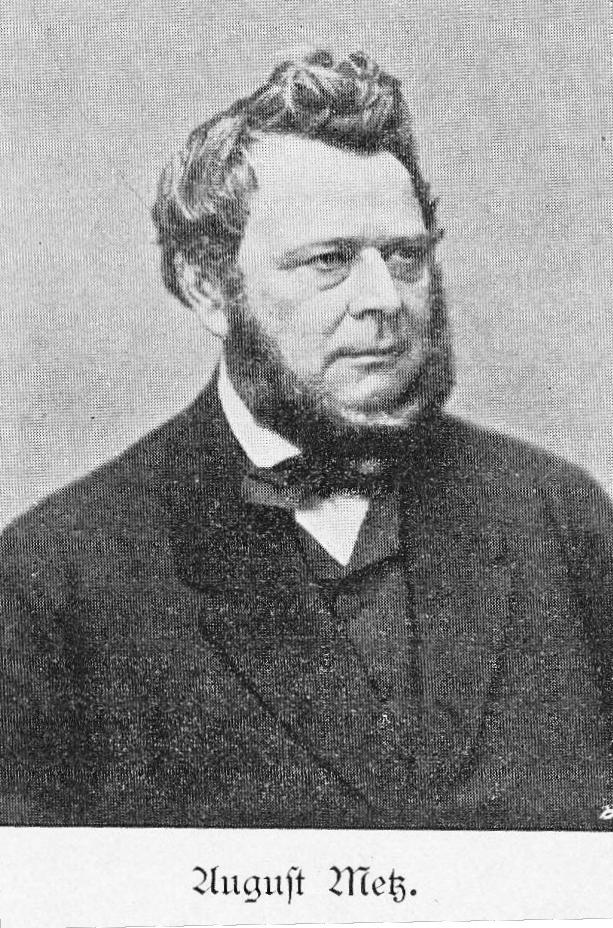
August Metz
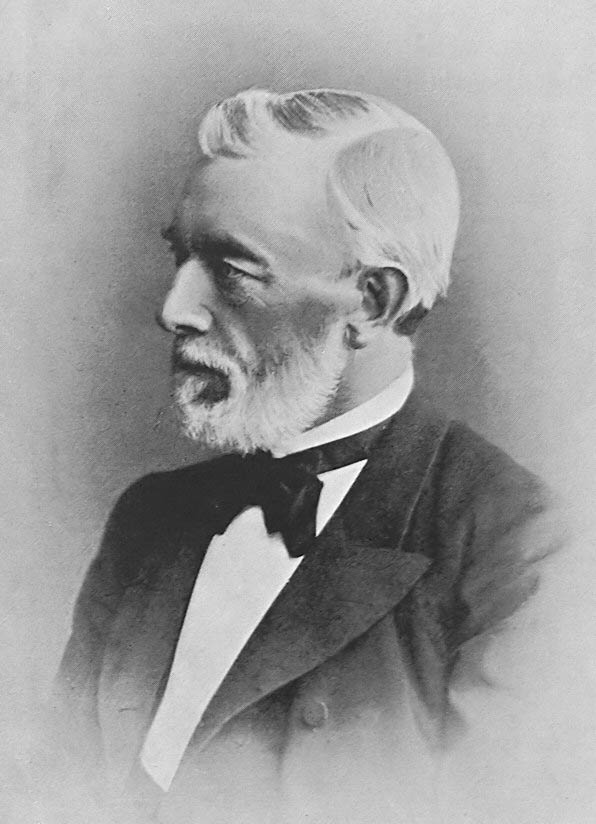
Johannes Miquel
Hermann von Mittnacht

- Meyer, Friedrich, Justizrat
 WK Marienwerder 4 (Thorn, Kulm), Nationalliberale Partei

- Miller, Jakob, Oberzollinspektor,
WK Schwaben 5 (Kaufbeuren, Mindelheim, Oberdorf, Füssen), Bayerisch-Konservativ

- Miquel, Johannes, Oberbürgermeister a. D., Mitdirektor Disconto-Gesellschaft,
 WK Hannover 4 (Osnabrück, Bersenbrück, Iburg), Nationalliberale Partei

- Mittnacht, Hermann von, Staatsanwalt,
WK Württemberg 8 (Gerabronn, Crailsheim, Mergentheim), Konservative Partei

- Mohl, Moritz, Obersteuerrat,
 WK Württemberg 7 (Aalen, Gaildorf, Neresheim, Ellwangen), fraktionslos

- Moltke, Helmuth Karl Bernhard von, General der Infanterie, Chef des Generalstabes,
 WK Königsberg 1 (Memel, Heydekrug), Konservative Partei

- Mosig von Aehrenfeld, Karl August, Advokat und Rittergutsbesitzer,
 WK Sachsen 2 (Löbau), Nationalliberale Partei

- Mühler, Heinrich von, Regierungsrat,
WK Oppeln 2 (Oppeln-Stadt), fraktionslos konservativ

- Müller, Gustav, Kaufmann, 
WK Stettin 4 (Stettin-Stadt), Freie Vereinigung

- Müller, Louis, Dr. phil., Guts- und Fabrikbesitzer,
WK Liegnitz 9 (Görlitz, Lauban), Deutsche Fortschrittspartei

- Münchhausen, Alexander von, Gutsbesitzer,
WK Hannover 8 (Hannover-Stadt), Bundesstaatlich-Konstitutionelle Vereinigung

- Münster, Georg Herbert zu, Rittergutsbesitzer,
 WK Hannover 13 (Goslar, Zellerfeld, Ilfeld), Freikonservative Vereinigung

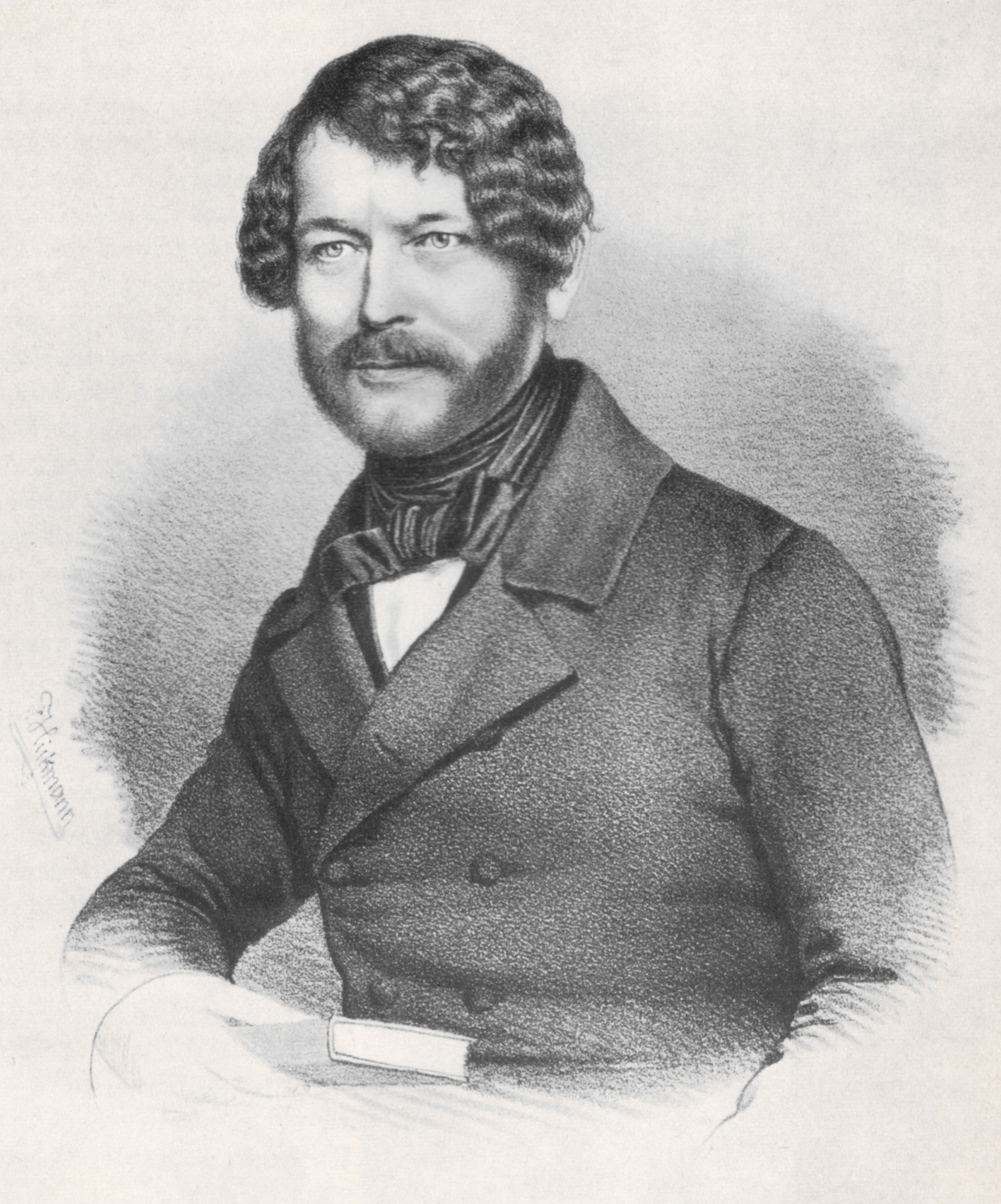
Moritz Mohl
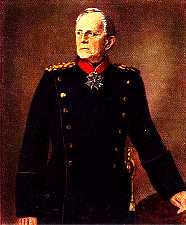
Helmuth von Moltke
Heinrich von Mühler
Georg Herbert zu Münster

## N

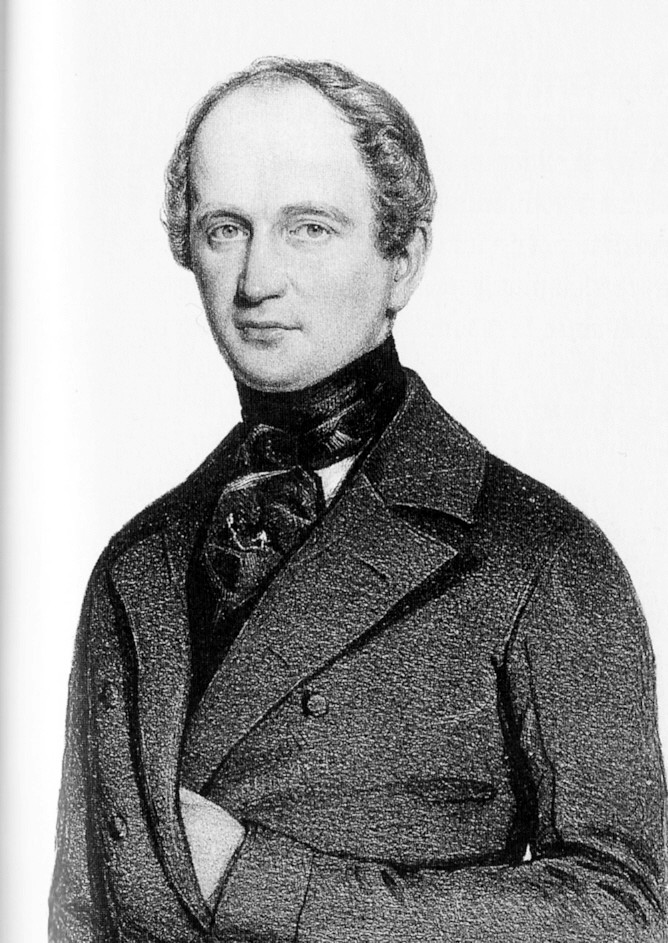
Constantin Franz von Neurath
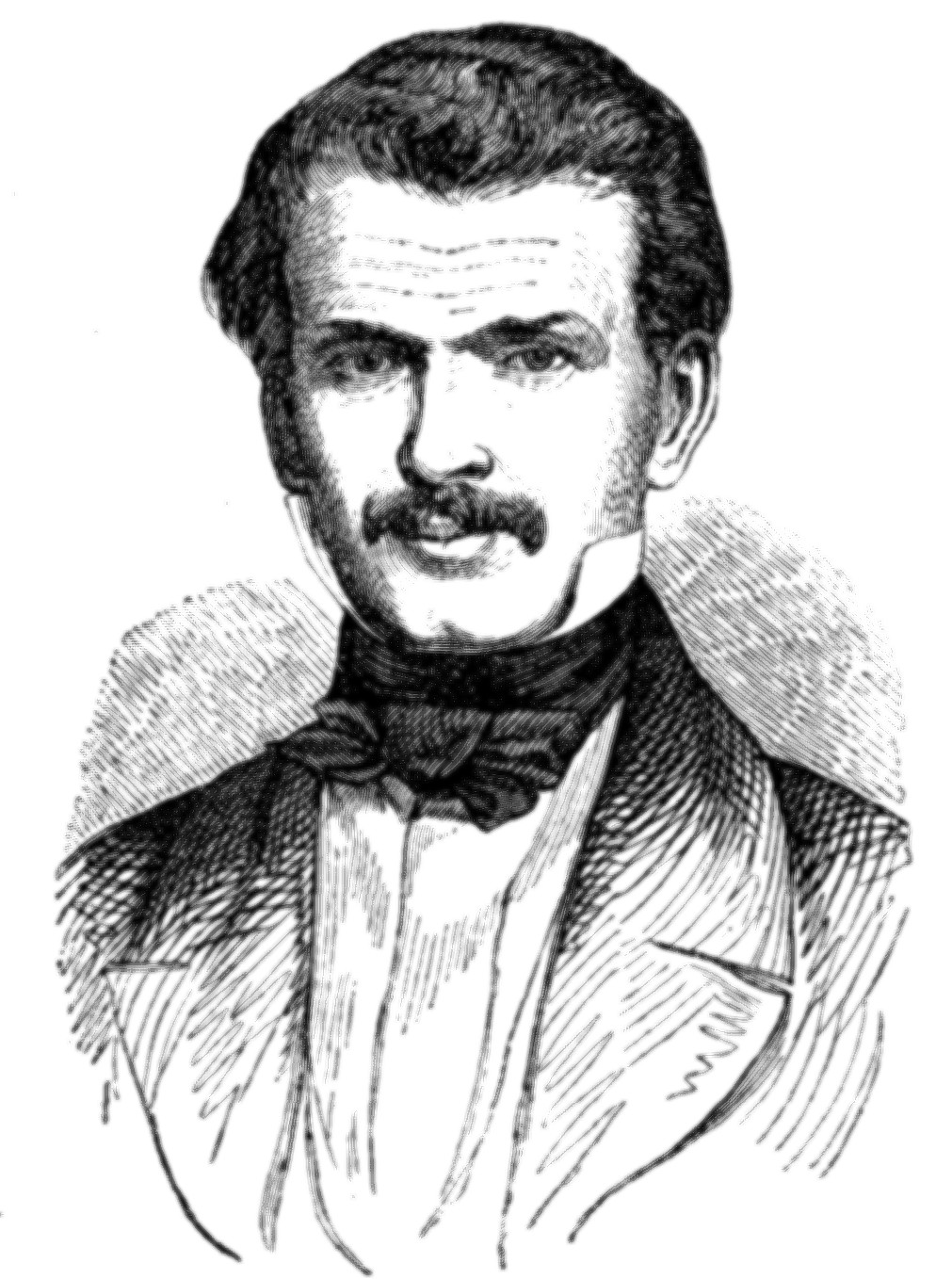
Wladislaus von Niegolewski

- Nebelthau, Friedrich, Anwalt, 
WK Kassel 5 (Marburg, Frankenberg), Nationalliberale Partei

- Neubronner, Wilhelm, Apotheker,
WK Wiesbaden 1 (Obertaunus, Höchst, Usingen), Nationalliberale Partei

- Neumayr, Max von, Ministerialrat, 
WK Oberbayern 7 (Rosenheim, Ebersberg, Miesbach, Tölz), Bayerisch-Konservativ

- Neurath, Constantin Franz von, Staatsminister, 
WK Württemberg 1 (Ravensburg, Tettnang, Wangen, Leutkirch), fraktionslos

- Niegolewski, Wladislaus von, Dr. jur., Rittergutsbesitzer,
 WK Posen 8 (Wreschen, Pleschen), Polnische Fraktion

- Niendorf, Martin Anton, Lehrer,
WK Minden 3 (Bielefeld, Wiedenbrück), Deutsche Fortschrittspartei (Nachwahl 1869)

- Nordeck zur Rabenau, Adalbert, Gutsbesitzer,
 WK Hessen 1 (Gießen, Grünberg, Nidda), Altliberales Zentrum

## O

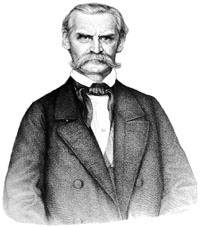
Friedrich Oetker

- Oehmichen, Friedrich Wilhelm, Rittergutsbesitzer,
 WK Sachsen 10 (Döbeln, Nossen, Leisnig), Bundesstaatlich-Konstitutionelle Vereinigung

- Oesterlen, August, Advokat,
WK Württemberg 11 (Hall, Backnang), Deutsche Volkspartei

- Österreich, Johann Wilhelm, Advokat,
WK Braunschweig 1 (Braunschweig-Stadt, Blankenburg), Nationalliberale Partei

- Oetker, Friedrich, Dr., Schriftsteller,
 WK Kassel 1 (Rinteln, Hofgeismar, Wolfhagen), Nationalliberale Partei

- Ohm, Ferdinand, Kaufmann, 
WK Arnsberg 8 (Lippstadt, Brilon), Freie Vereinigung

- Oppenhoff, Friedrich, Oberstaatsanwalt
WK Düsseldorf 12 (Neuß, Grevenbroich), Konservative Partei (Nachwahl 1870)

- Oppersdorf, Eduard Maria Graf von, Majoratsbesitzer,
 WK Oppeln 10 (Neustadt O.S.), Freikonservative Vereinigung

- Ow, Karl von, Regierungsrat Bayern,
WK Niederbayern 1 (Landshut, Dingolfing, Vilsbiburg), Bayerisch-Konservativ

## P

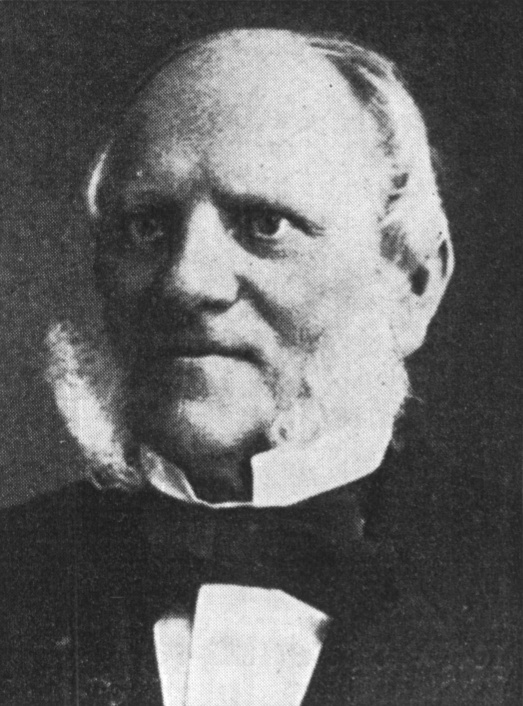
Robert von Patow
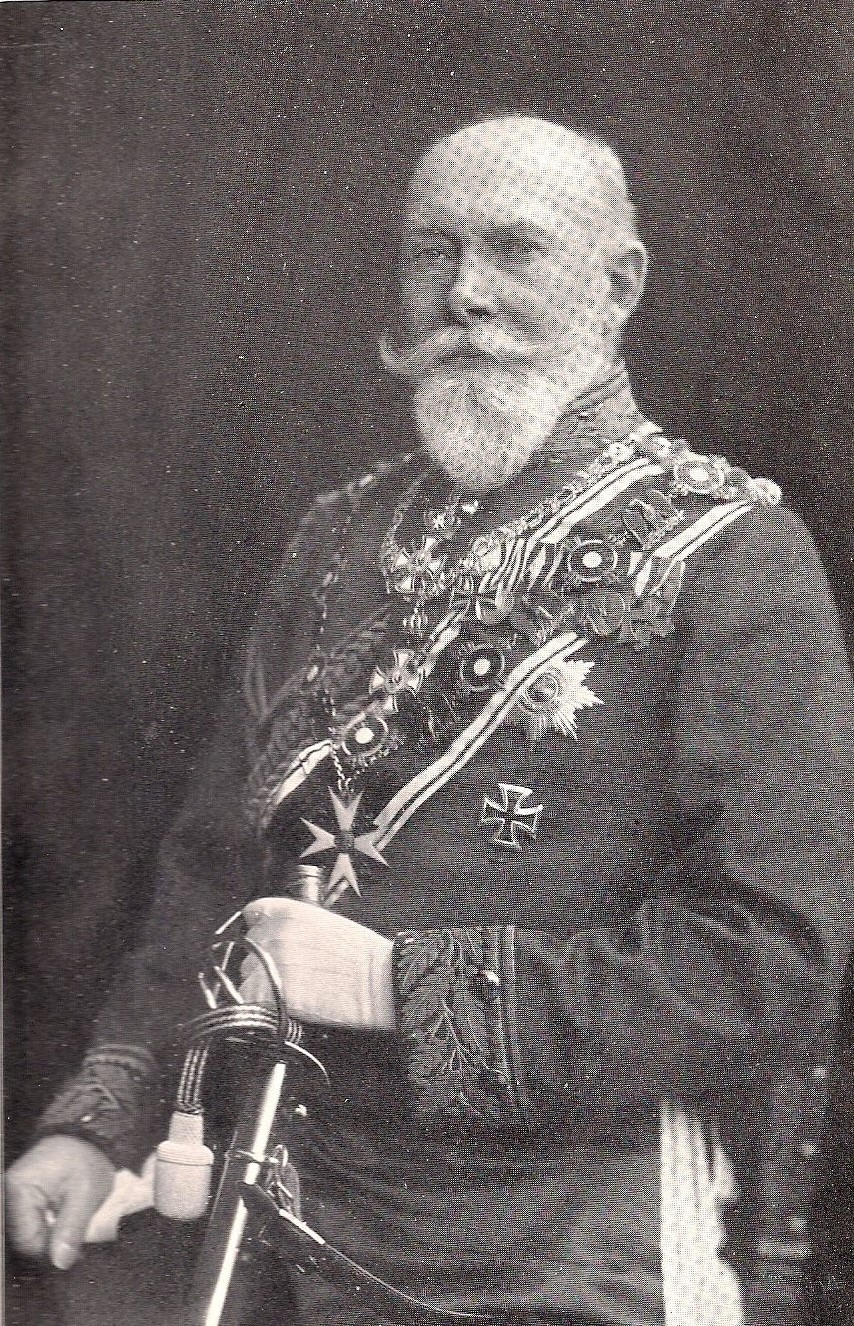
Hans von Pleß
Henning von Puttkamer
Maximilian von Puttkamer

- Patow, Robert von, Dr. jur., Staatsminister a. D.,
 WK Stettin 2 (Ueckermünde, Usedom-Wollin), Altliberales Zentrum (Nachwahl 1868)

- Pauli, Fritz, Regierungsassessor,
WK Köln 2 (Köln-Land), fraktionslos liberal

- Petersen, Julius, Oberzollinspektor,
WK Pfalz 3 (Germersheim, Bergzabern), Bayerische Fortschrittspartei (Nachwahl 1869)

- Pfannebecker, Johann, Regierungsrat,
 WK Hessen 7 (Worms, Heppenheim, Wimpfen), Nationalliberale Partei

- Pfeil, Ewald von, Rittergutsbesitzer,
WK Breslau 4 (Namslau, Brieg), fraktionslos klerikal (Nachwahl 1869)

- Pfretzschner, Karl, Kaufmann, 
WK Oberfranken 4 (Kronach, Staffelstein, Lichtenfels, Stadtsteinach, Teuschnitz), Bayerische Fortschrittspartei

- Pilaski, Julius, Rittergutsbesitzer,
WK Posen 10 (Adelnau, Schildberg), Polnische Fraktion

- Planck, Gottlieb, Appellationsgerichtsrat Celle,
 WK Hannover 14 (Gifhorn, Celle, Peine, Burgdorf), Nationalliberale Partei

- Pleß, Hans von, Standesherr,
WK Breslau 10 (Waldenburg), Freikonservative Vereinigung

- Plessen, Adolf von, Majoratsbesitzer,
WK Mecklenburg-Schwerin 3 (Kammergüter und Ritterschaftliche Güter), Konservative Partei

- Pogge, Franz, Rittergutsbesitzer,
WK Mecklenburg-Strelitz (Neustrelitz, Neubrandenburg, Schönberg), Nationalliberale Partei (Nachwahl 1868)

- Pohlmann, Anton, Erzpriester,
WK Königsberg 6 (Braunsberg, Heilsberg), Freikonservative Vereinigung

- Probst, Franz Rudolf, Direktionsmitglied,
 WK Württemberg 2 (Waldsee, Saulgau, Riedlingen, Ehingen), Grossdeutsch-Katholisch

- Proff-Irnich, Carl Ludwig von, Landgerichtsrat
WK Köln 4 (Rheinbach, Bonn), fraktionslos liberal

- Prosch, Karl Friedrich Wilhelm, Regierungsrat a. D.,
 WK Mecklenburg-Schwerin 5 (Schwerin, Wismar und weitere Städte), Nationalliberale Partei

- Pückler-Burghauß, Karl von, Gutsbesitzer,
WK Breslau 9 (Striegau, Schweidnitz), Konservative Partei

- Puttkamer, Henning von, Rittergutbesitzer,
WK Frankfurt 8 (Sorau), Nationalliberale Partei

- Puttkamer, Maximilian von, Kreisrichter,
 WK Posen 6 (Fraustadt), Nationalliberale Partei

## R

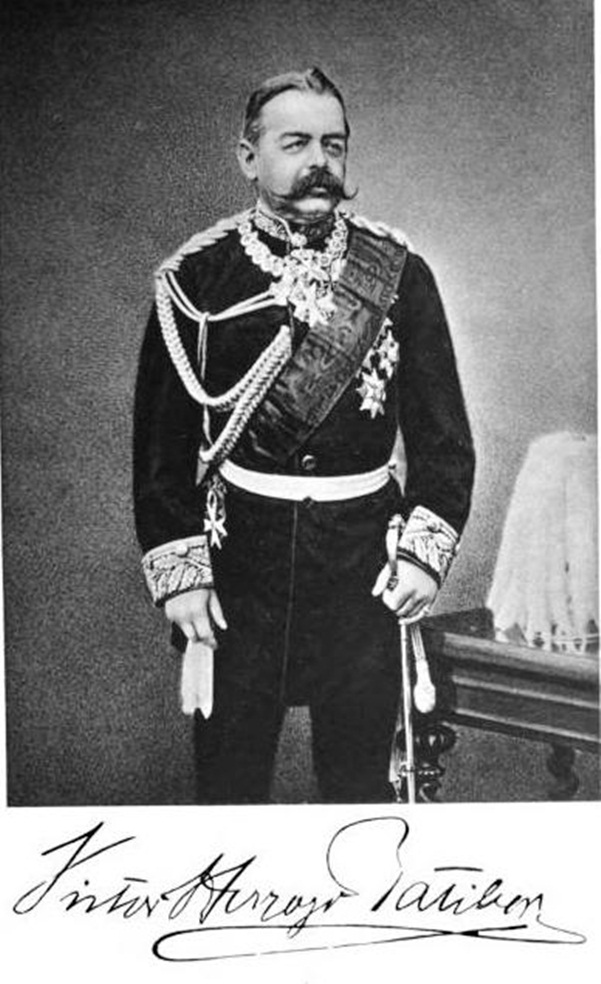
Victor I. Herzog von Ratibor
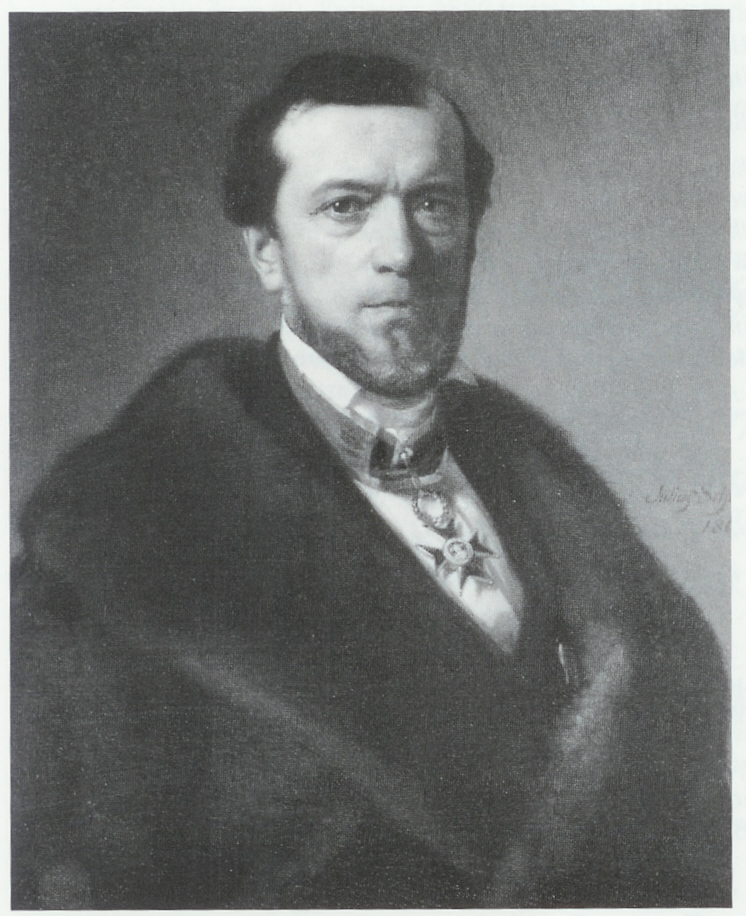
Peter Reichensperger
Christian Gottlieb Riedel
Hermann Roemer

- Radkiewicz, Stanislaus von, Rittergutsbesitzer,
WK Marienwerder 6 (Konitz), Polnische Fraktion

- Ramm, Friedrich, Landwirt
WK Württemberg 12 (Cannstatt, Ludwigsburg, Waiblingen), fraktionslos

- Rang, Franz, Oberbürgermeister,
WK Kassel 7 (Fulda, Schlüchtern, Gersfeld), Freie Vereinigung

- Ratibor, Victor Moritz Carl von, Herzogtumsbesitzer,
WK Oppeln 7 (Pleß, Rybnik), Freikonservative Vereinigung

- Redeker, Wilhelm, Landwirt,
WK Hannover 9 (Hameln, Linden, Springe), Nationalliberale Partei

- Reeder, Eduard, Landwirt, 
WK Schleswig-Holstein 4 (Tondern, Husum, Eiderstedt), Bundesstaatlich-Konstitutionelle Vereinigung

- Reibel, Karl, Kaufmann
WK Württemberg 10 (Heilbronn, Brackenheim, Besigheim, Maulbronn), fraktionslos

- Reichensperger, Peter, Landgerichtsrat,
 WK Arnsberg 2 (Olpe, Arnsberg, Meschede), Bundesstaatlich-Konstitutionelle Vereinigung

- Reincke, Peter Adolf, Arzt
WK Düsseldorf 1 (Lennep, Mettmann), Allgemeiner Deutscher Arbeiterverein

- Renard, Johannes Maria von, Erbherr,
WK Oppeln 3 (Groß Strehlitz, Kosel), Freikonservative Vereinigung

- Richter, Gustav Reinhold, Tischlermeister
WK Hamburg 2, Deutsche Fortschrittspartei

- Riedel, Christian Gottlieb, Gutsbesitzer,
WK Sachsen 1 (Zittau), Nationalliberale Partei

- Rochau, August Ludwig von, Herausgeber,
 WK Braunschweig 2 (Helmstedt, Wolfenbüttel), Nationalliberale Partei (Nachwahl 1870)

- Röben, Johann Gerhardt, Amtsrichter,
 WK Hannover 2 (Aurich, Wittmund, Leer), Nationalliberale Partei

- Roemer, Hermann, Senator Hildesheim,
 WK Hannover 10 (Hildesheim, Marienburg, Alfeld (Leine)), Nationalliberale Partei

- Römmich, Ludwig, Bezirksamtmann,
WK Pfalz 1 (Speyer, Ludwigshafen, Frankenthal), Bayerisch-Konservativ

- Roggenbach, Franz Freiherr von, Badischer Minister a. D.,
 WK Baden 4 (Lörrach, Müllheim), fraktionslos

- Rohland, Otto, Rittergutsbesitzer,
 WK Merseburg 8 (Naumburg, Weißenfels, Zeitz), Deutsche Fortschrittspartei

- Romberg, Max von, Rittergutsbesitzer,
WK Königsberg 10 (Rastenburg, Friedland, Gerdauen), Konservative Partei

- Roon, Albrecht von, Generalleutnant,
WK Potsdam 10 (Teltow, Beeskow-Storkow), Konservative Partei

- Roß, Edgar, Kaufmann, 
 WK Hamburg 3, Nationalliberale Partei

- Roßhirt, Franz, Oberhofgerichtsrat,
WK Baden 6 (Lahr, Offenburg), Grossdeutsch-Katholisch

- Rothschild, Mayer Carl, Bankier,
WK Wiesbaden 6 (Frankfurt am Main), fraktionslos konservativ

- Runge, Heinrich, Stadtrat,
 WK Berlin 4, Deutsche Fortschrittspartei

- Russell, Anton Franz Johann, Justizrat und Amtsrichter,
WK Oldenburg 3 (Vechta, Delmenhorst, Cloppenburg), Bundesstaatlich-Konstitutionelle Vereinigung

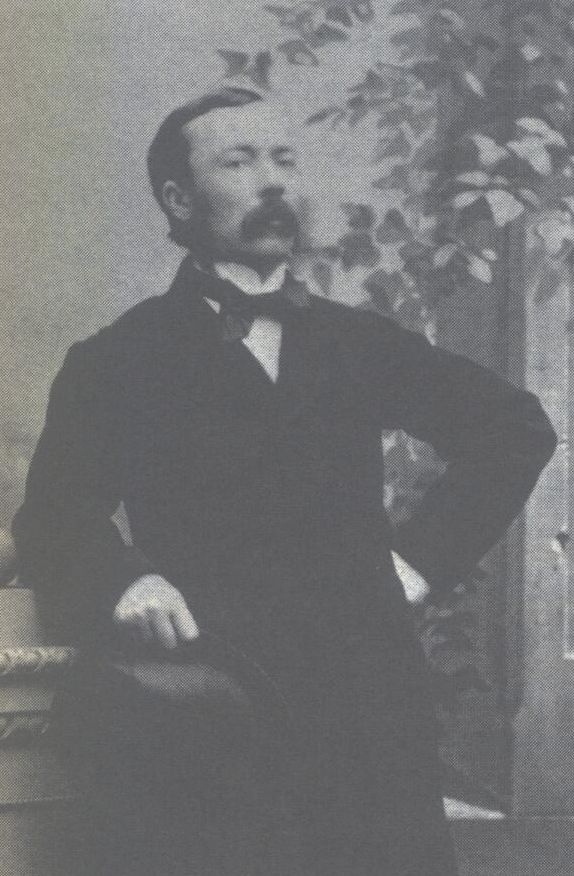
Franz von Roggenbach
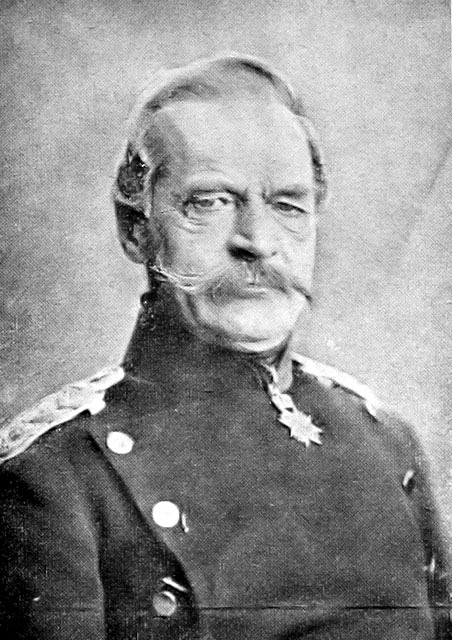
Albrecht von Roon
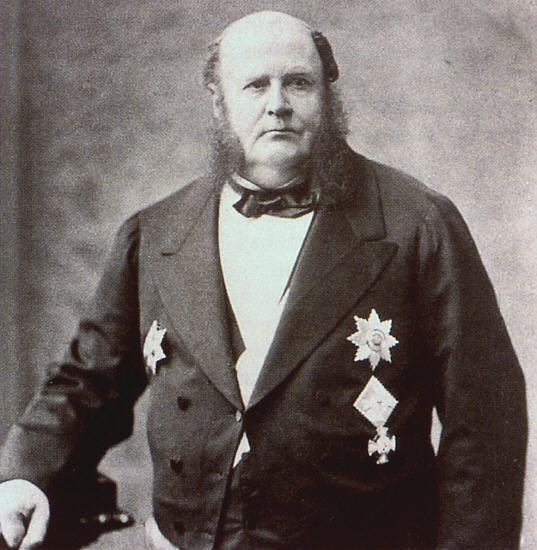
Mayer Carl von Rothschild
Heinrich Runge

## S

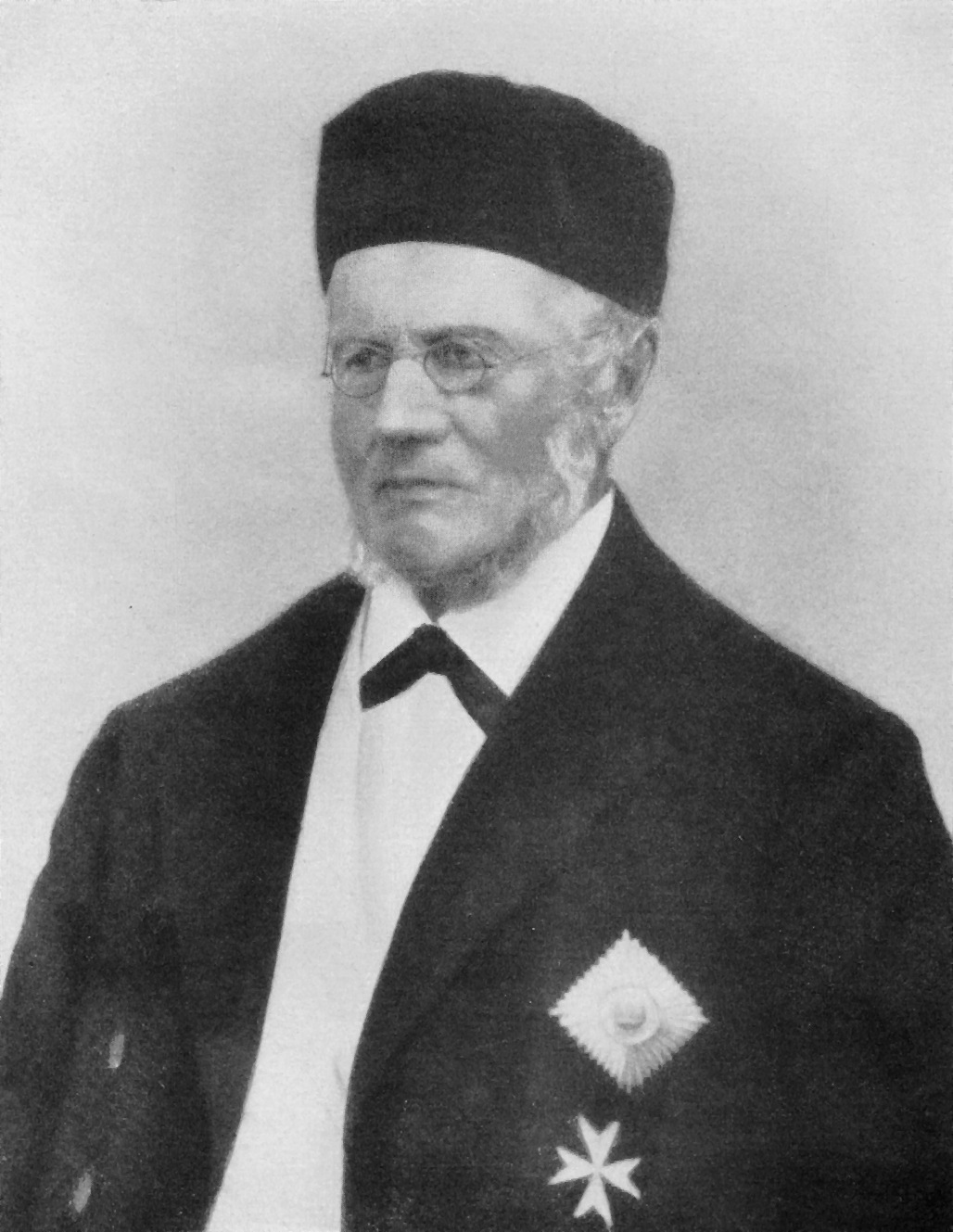
Gustav von Saltzwedell
Karl Friedrich von Savigny
Albert Schäffle
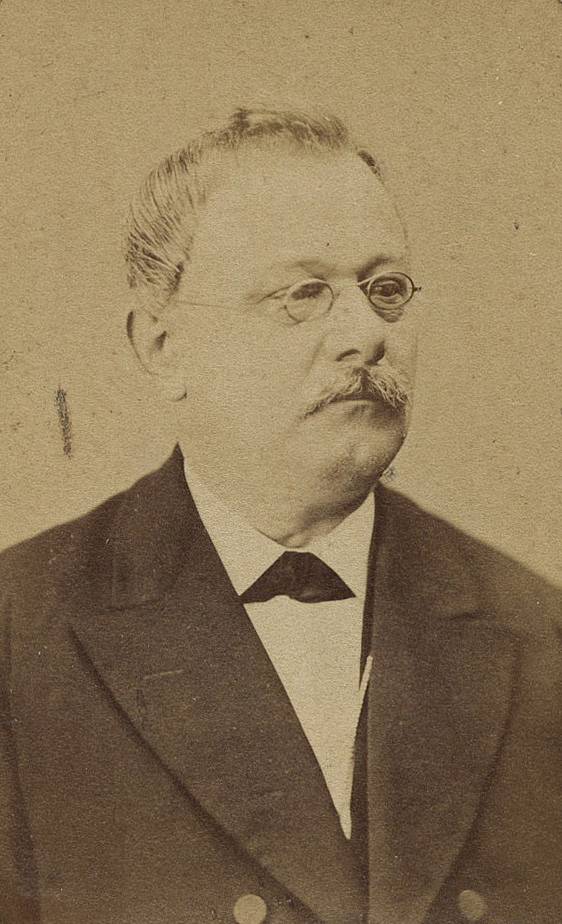
Wilhelm Schaffrath

- Sachße, Friedrich Raimund, Advokat,
WK Sachsen 9 (Freiberg, Hainichen), Bundesstaatlich-Konstitutionelle Vereinigung

- Saenger, Carl von, Rittergutsbesitzer,
WK Bromberg 2 (Wirsitz, Schubin), Altliberales Zentrum

- Saltzwedell, Gustav von, Rittergutsbesitzer,
WK Gumbinnen 7 (Sensburg, Ortelsburg), Konservative Partei

- Salza und Lichtenau, Hermann von, Rittergutsbesitzer,
WK Sachsen 3 (Bautzen, Kamenz, Bischofswerda), Freikonservative Vereinigung

- Salzmann, Karl, Rechtsanwalt,
WK Reuß älterer Linie (Greiz, Burgk), Nationalliberale Partei

- Saucken, Karl von, Rittergutsbesitzer,
WK Bromberg 3 (Bromberg-Stadt), Deutsche Fortschrittspartei

- Savigny, Karl Friedrich von, Wirklicher Geheimer Rat,
 WK Koblenz 3 (Koblenz, St. Goar), Freikonservative Vereinigung

- Schäffle, Albert, Professor,
WK Württemberg 3 (Ulm, Laupheim, Biberach), fraktionslos

- Schaffgotsch, Hans Ulrich Graf, Rittergutsbesitzer,
 WK Oppeln 5 (Beuthen, Tarnowitz), Freikonservative Vereinigung (Nachwahl 1868)

- Schaffrath, Wilhelm, Dr. jur., Rechtsanwalt,
 WK Sachsen 6 (Dresden-Land links der Elbe, Dippoldiswalde), Deutsche Fortschrittspartei

- Schaper, Carl Heinrich von Ludwig, Landrat,
 WK Merseburg 1 (Liebenwerda, Torgau), Konservative Partei

- Schläger, Hermann, Herausgeber,
WK Hannover 7 (Nienburg, Neustadt am Rübenberge, Fallingbostel), Nationalliberale Partei

- Schleiden, Rudolf, Hanseatischer Ministerpräsident a. D.,
 WK Schleswig-Holstein 8 (Altona, Stormarn), Bundesstaatlich-Konstitutionelle Vereinigung

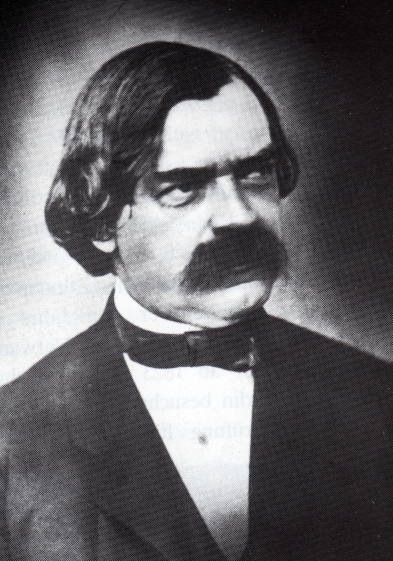
Gustav von Schlör
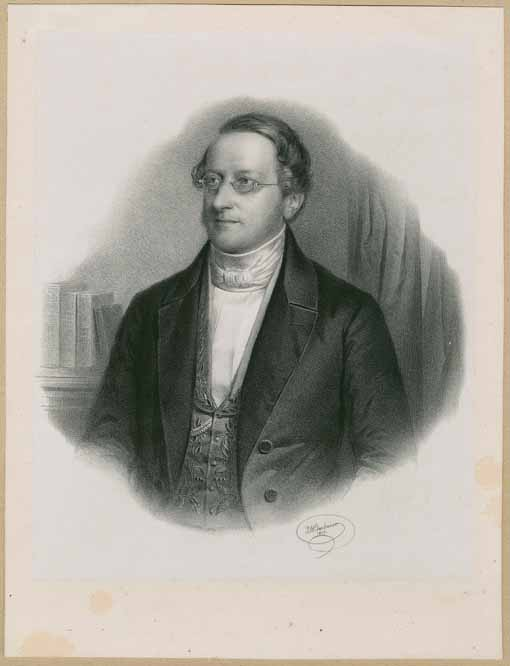
Karl von Schrenck von Notzing
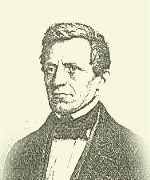
Friedrich Oskar von Schwarze
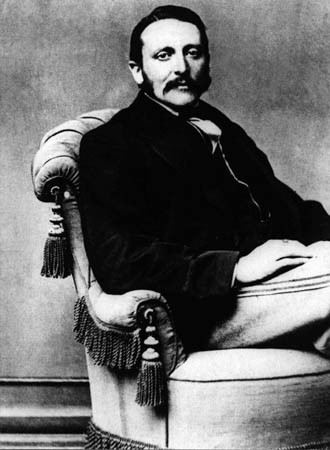
Johann Baptist von Schweitzer

- Schlör, Gustav von, Hüttenwerksbesitzer,
WK Oberbayern 1 (München I mit Altstadt, Lehel, Maxvorstadt), fraktionslos

- Schneider, Eugen, Magistrat,
WK Oberfranken 5 (Bamberg, Höchstadt), Altliberales Zentrum

- Schnuse, Friedrich Wilhelm, Staatsanwalt,
WK Braunschweig 3 (Holzminden, Gandersheim), Nationalliberale Partei

- Schöning, Wilhelm von, Landrat und Rittergutbesitzer,
 WK Stettin 5 (Pyritz, Saatzig), Konservative Partei

- Schorlemer-Alst, Burghard von, Gutsbesitzer,
 WK Münster 2 (Münster, Coesfeld), Zentrum (Nachwahl 1870)

- Schraps, Reinhold, Advokat,
WK Sachsen 18 (Zwickau, Crimmitschau, Werdau), Sächsische Volkspartei

- Schreck, Hermann Theodor, Rechtsanwalt,
WK Sachsen 8 (Pirna, Sebnitz), Deutsche Fortschrittspartei

- Schrenk von Notzing, Karl von, Regierungspräsident,
WK Oberpfalz 4 (Neunburg, Waldmünchen, Cham, Roding), fraktionslos

- Schröder, Robert von, Rittergutsbesitzer,
WK Köslin 3 (Köslin), Konservative Partei

- Schulenburg-Beetzendorf, Werner Graf von der, Rittmeister und Rittergutbesitzer,
 WK Magdeburg 1 (Salzwedel, Gardelegen), Konservative Partei

- Schulenburg-Filehne, Adelbert Graf von der, Rittergutbesitzer,
  WK Bromberg 1 (Czarnikau, Chodziesen), Konservative Partei

- Schulze-Delitzsch, Hermann, Anwalt,
 WK Berlin 6, Deutsche Fortschrittspartei

- Schwarze, Friedrich Oskar, Dr. jur., Generalstaatsanwalt Sachsen,
 WK Sachsen 4 (Dresden rechts der Elbe, Radeberg, Radeburg), Bundesstaatlich-Konstitutionelle Vereinigung

- Schwartzkoppen, Friedrich von, Gutsbesitzer,
WK Wiesbaden 5 (Dillkreis, Oberwesterwald), Altliberales Zentrum

- Schweitzer, Johann Baptist von, Advokat,
WK Düsseldorf 2 (Elberfeld, Barmen), Allgemeiner Deutscher Arbeiterverein

- Schwendler, Carl von, Ministerpräsident a. D.,
WK Sachsen-Weimar-Eisenach 2 (Eisenach, Dermbach), Nationalliberale Partei

- Schwerin-Putzar, Maximilian von, Rittergutsbesitzer,
WK Stettin 1 (Demmin, Anklam), Nationalliberale Partei

- Schwinn, Georg Adolf, Unternehmer in Ixheim,
WK Pfalz 4 (Zweibrücken, Pirmasens), Nationalliberale Partei

- Seeckt, Leopold von, Landrat,
WK Stralsund 2 (Greifswald, Grimmen), Konservative Partei

- Seinsheim-Grünbach, Maximilian Graf von, Gutsbesitzer,
 WK Schwaben 4 (Illertissen, Neu-Ulm, Memmingen, Krumbach), fraktionslos (Nachwahl 1868)

- Sepp, Johann Nepomuk, Professor,
WK Niederbayern 6 (Kelheim, Rottenburg, Mallersdorf), Großdeutsch-Katholisch

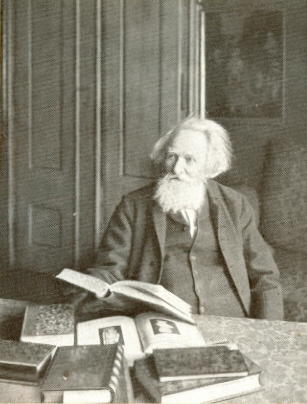
Johann Nepomuk Sepp
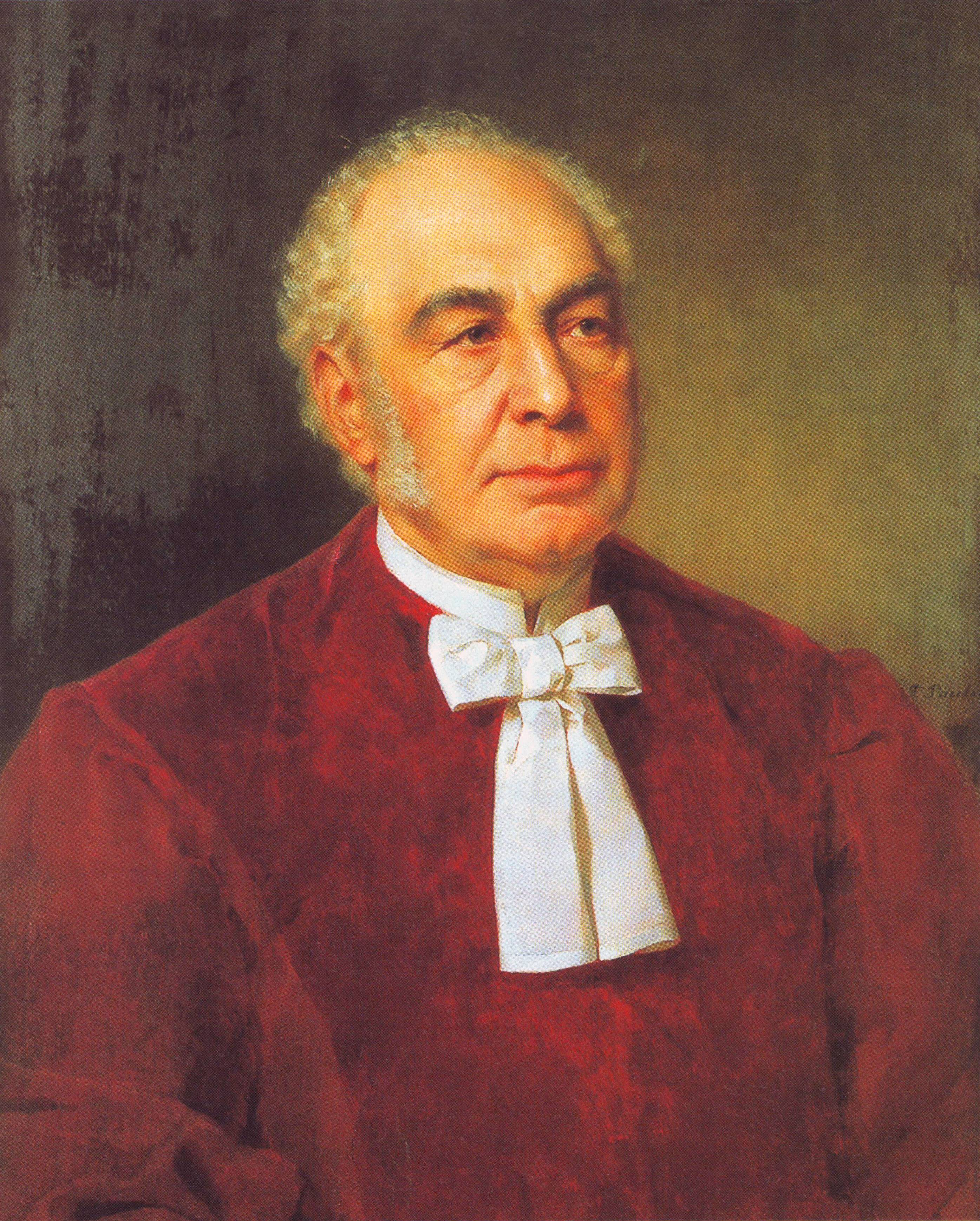
Eduard von Simson
Ludwig zu Solms-Hohensolms-Lich
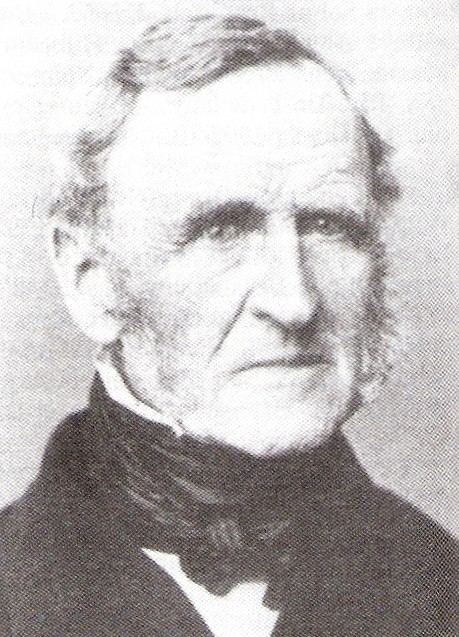
Otto zu Solms-Laubach

- Seydewitz, Carl Friedrich von, Stadtgerichtsrat
WK Merseburg 3 (Bitterfeld, Delitzsch), Konservative Partei

- Seydewitz, Otto Theodor von, Rittergutbesitzer,
 WK  Liegnitz 10 (Rothenburg/Oberlausitz, Hoyerswerda), Konservative Partei

- Seyffardt, Ludwig Friedrich, Seidenfabrikbesitzer,
WK Düsseldorf 11 (Krefeld), Nationalliberale Partei (Nachwahl 1869)

- Simpson, Georg Wilhelm von, Rittergutbesitzer,
 WK Gumbinnen 6 (Oletzko, Lyck, Johannisburg), Konservative Partei

- Simson, Eduard von, Dr. jur., Apperllationsgerichtspräsident a. D.,
WK Frankfurt 4 (Frankfurt/Oder, Lebus), Nationalliberale Partei

- Solms-Hohenlohe-Lich, Ludwig zu, Rittergutsbesitzer,
WK Koblenz 1 (Wetzlar, Altenkirchen), Freikonservative Vereinigung

- Solms-Baruth, Friedrich zu, Rittergutsbesitzer,
WK Frankfurt 10 (Calau, Luckau), Konservative Partei

- Solms-Laubach, Friedrich zu, Rittergutsbesitzer,
 WK Hessen 3 (Lauterbach, Alsfeld, Schotten), Freikonservative Vereinigung (Nachwahl 1870)

- Solms-Laubach, Otto zu, Grafschaftsbesitzer,
WK Hessen 3 (Lauterbach, Alsfeld, Schotten), Freikonservative Vereinigung

- Sombart, Anton Ludwig, Rittergutsbesitzer und Landschaftsdirektor,
 WK Merseburg 5 (Mansfelder Seekreis, Mansfelder Gebirgskreis), Nationalliberale Partei

- Soyer, Ferdinand von, Oberzollinspektor,
WK Pfalz 3 (Germersheim, Bergzabern), Bayerische Fortschrittspartei

- Sperber, Eugen von, Rittergutsbesitzer,
WK Gumbinnen 2 (Ragnit, Pillkallen), Konservative Partei

- Schenk von Stauffenberg, Franz August Freiherr von, Gutsbesitzer,
WK Mittelfranken 3 (Ansbach, Schwabach, Heilsbronn), Bayerische Fortschrittspartei

- Stavenhagen, Friedrich, Generalmajor,
WK Merseburg 4 (Halle/Saale, Saalkreis), Nationalliberale Partei

- Stavenhagen, Otto von, Regierungsrat,
 WK Stettin 3 (Randow, Greifenhagen), Konservative Partei

- Steinmetz, Karl Friedrich von, General,
WK Frankfurt 6 (Züllichau-Schwiebus, Crossen), Konservative Partei

- Steltzer, Gustav, Oberlandesgerichtsdirektor,
WK Koblenz 1 (Wetzlar, Altenkirchen), Altliberales Zentrum (Nachwahl 1869)

- Stephani, Eduard, Dr. jur., Vizebürgermeister Leipzig,
 WK Sachsen 12 (Leipzig-Stadt), Nationalliberale Partei

- Stolberg-Wernigerode, Eberhard zu, Rittergutsbesitzer,
WK Liegnitz 7 (Landeshut, Jauer, Bolkenhain), Konservative Partei

- Stotzingen, Roderich von, Herrschaftsbesitzer,
WK Baden 1 (Konstanz, Überlingen, Stockach), fraktionslos

- Strousberg, Bethel Henry, Eisenbahnunternehmer,
WK Königsberg 9 (Allenstein, Rößel), Konservative Partei

- Stumm-Halberg, Carl Ferdinand von, Hüttenbesitzer,
 WK Trier 6 (Ottweiler, St. Wendel, Meisenheim), Freikonservative Vereinigung

- Sybel, Alexander von, Unternehmer,
WK Trier 5 (Saarbrücken), Freikonservative Vereinigung (Nachwahl 1869)

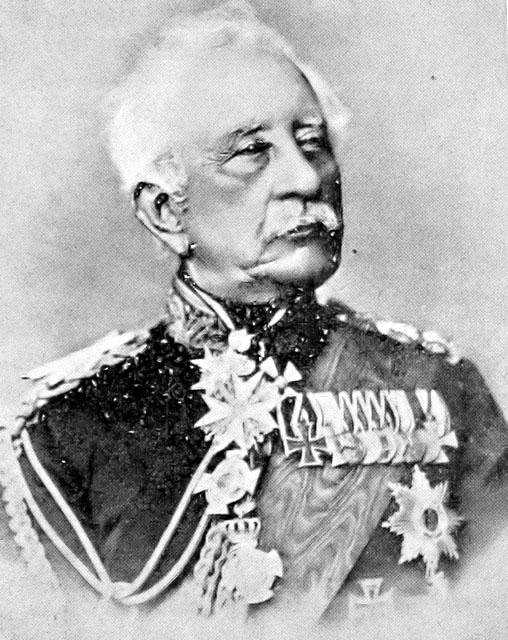
Karl Friedrich von Steinmetz
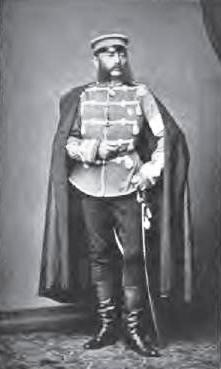
Eberhard zu Stolberg-Wernigerode
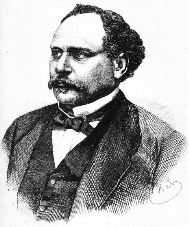
Henry Bethel Strousberg
Carl Ferdinand von Stumm-Halberg

## T
- Tafel, Gottlob, Rechtskonsulent,
WK Württemberg 9 (Öhringen, Weinsberg, Künzelsau), Demokratische Volkspartei

- Techow, Otto, Rittergutsbesitzer,
WK Marienwerder 5 (Schwetz), Nationalliberale Partei

- ten Doornkaat Koolmann, Jan, Fabrikant,
 WK Hannover 1 (Emden, Norden, Weener), Nationalliberale Partei (Nachwahl 1869)

- Thadden, Gerhard von, Rittergutsbesitzer,
WK Stettin 7 (Greifenberg, Kammin), Konservative Partei

- Thünen, Edo Heinrich von, Rittergutsbesitzer,
WK Mecklenburg-Schwerin 2 (Kammergüter), Nationalliberale Partei

- Thüngen, Wilhelm von, Gutsbesitzer,
WK Oberbayern 8 (Traunstein, Laufen, Berchtesgaden, Altötting), Bayerisch-Konservativ

- Tobias, Leopold, Regierungsassessor,
WK Trier 2 (Wittlich, Bernkastel), Freikonservative Vereinigung

- Treskow, Carl von, Rittergutsbesitzer,
 WK Potsdam 6 (Niederbarnim), Konservative Partei

- Twesten, Karl, Stadtgerichtsrat,
WK Breslau 11 (Reichenbach, Neurode), Nationalliberale Partei

## U

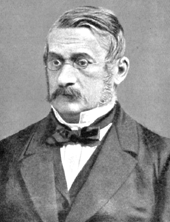
Hans Victor von Unruh

- Ulrich, Wilhelm, Oberregierungsrat,
WK Oppeln 6 (Kattowitz, Zabrze), fraktionslos

- Unruh, Hans Victor von, Baurat a. D.,
 WK Magdeburg 4 (Magdeburg-Stadt), Nationalliberale Partei

- Unruhe-Bomst, Hans Wilhelm Freiherr von, Landrat und Rittergutbesitzer,
WK Posen 3 (Meseritz, Bomst), Freikonservative Vereinigung

## V

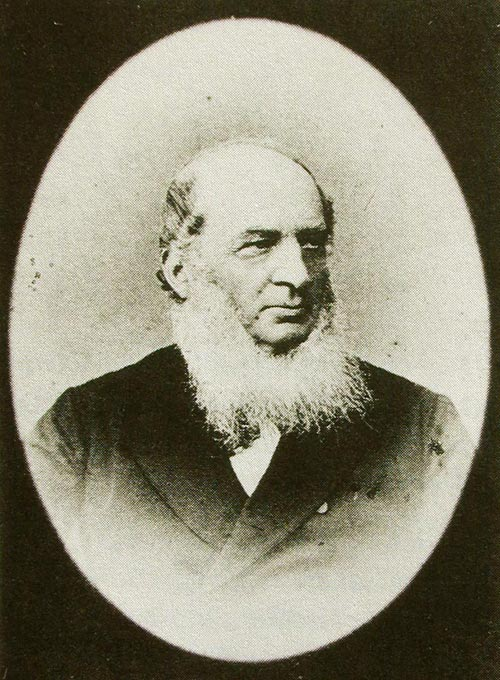
Karl von Varnbüler
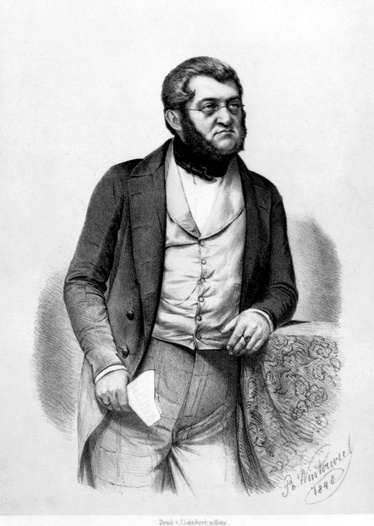
Georg von Vincke
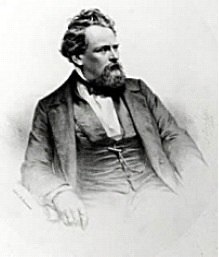
Josef Völk

- Varnbüler, Karl von, Staatsminister Württemberg a. D.,
 WK Württemberg 4 (Blaubeuren, Kirchheim, Urach), fraktionslos

- Vayhinger, Wilhelm, Obersteuerrat
WK Württemberg 17 (Balingen, Rottweil, Tuttlingen, Spaichingen), fraktionslos

- Vincke, Karl Friedrich von, Rittergutsbesitzer,
 WK Breslau 4 (Namslau, Brieg), Altliberales Zentrum

- Vincke, Georg von, Rittergutsbesitzer,
WK Düsseldorf 7 (Moers, Rees), Altliberales Zentrum

- Völk, Joseph, Dr. jur., Rechtsanwalt,
WK Schwaben 6 (Sonthofen, Kempten (Allgäu), Lindau (Bodensee)), fraktionslos

## W

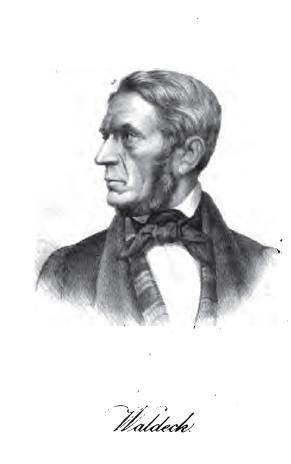
Benedikt Waldeck
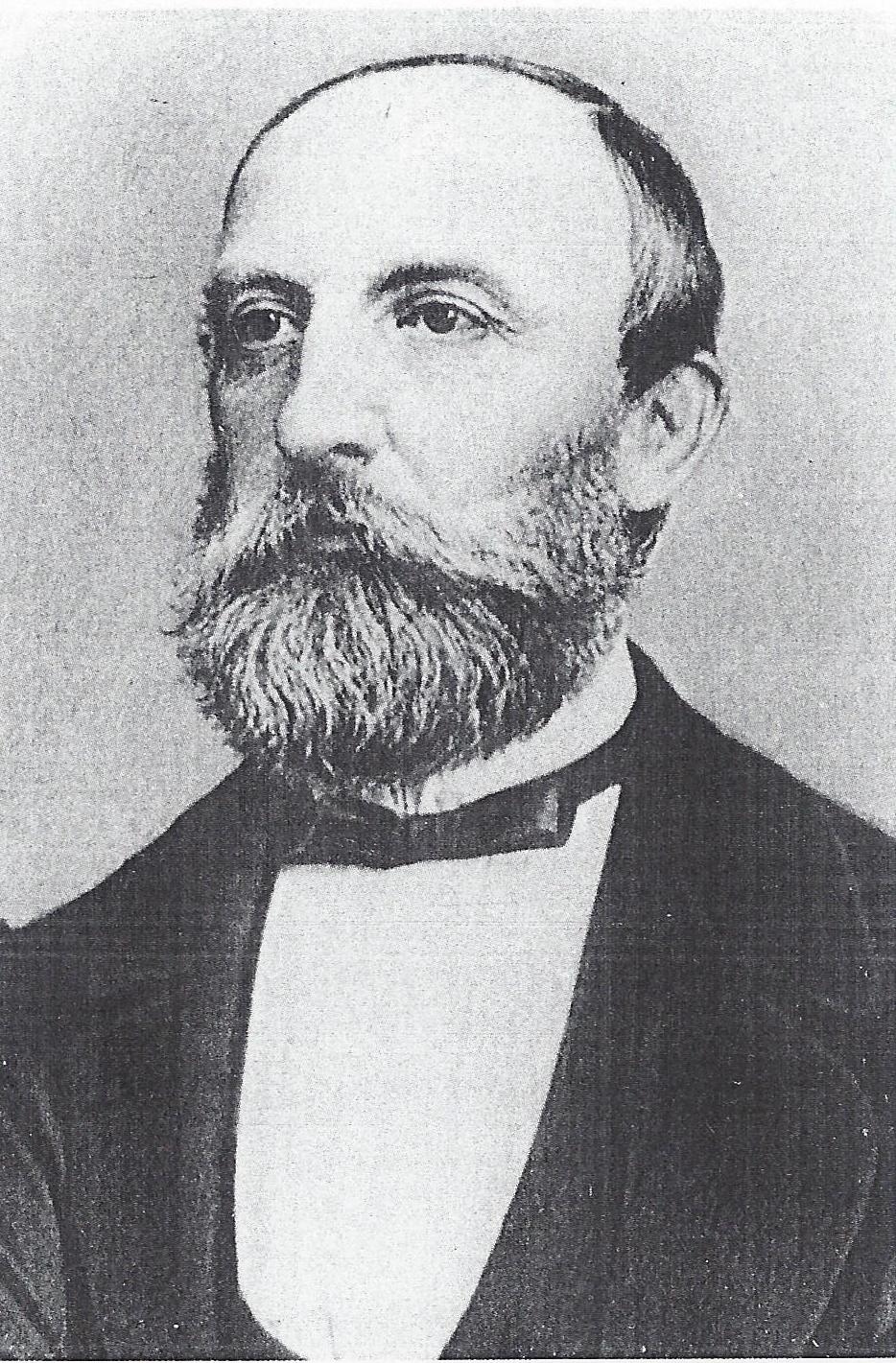
Ludwig von Wedemeyer
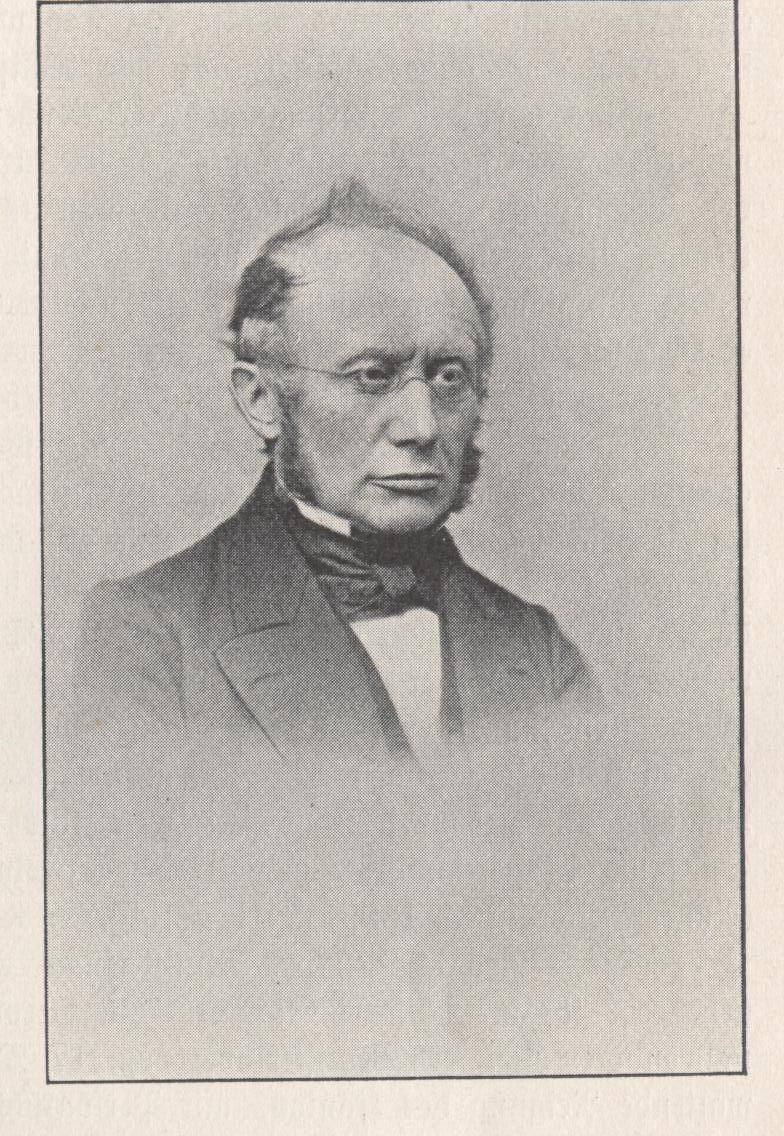
Ludwig Windthorst

- Wachenhusen, Otto, Advokat,
WK Mecklenburg-Schwerin 1 (Kammergüter), Nationalliberale Partei

- Wachler, Ernst, Oberlandesgerichtsrat,
WK Breslau 8 (Neumarkt, Breslau-Land), Nationalliberale Partei

- Wagener, Hermann, vortragender Rat im preußischen Staatsministerium,
  WK Köslin 5 (Neustettin), Konservative Partei

- Wagner, Gustav Richard, Dr. jur., Vizepräsident Appellgericht Altenburg,
WK Sachsen-Altenburg (Altenburg, Roda), Nationalliberale Partei

- Waldow und Reitzenstein, Eduard von, Rittergutsbesitzer,
 WK Frankfurt 5 (Sternberg), Konservative Partei

- Waldeck, Benedikt, Oberlandesgerichtsrat,
WK Minden 3 (Bielefeld, Wiedenbrück), Deutsche Fortschrittspartei

- Watzdorf, Curt von, Rittergutbesitzer,
 WK Potsdam 9 (Zauch-Belzig, Jüterbog-Luckenwalde), Konservative Partei

- Weber, Adolph, Obergerichtsanwalt,
WK Hannover 18 (Stade, Geestemünde, Bremervörde, Osterholz), Nationalliberale Partei

- Wedemeyer, Wilhelm Ludwig von, Rittergutsbesitzer,
WK Frankfurt 1 (Arnswalde, Friedeberg), Konservative Partei

- Wehrenpfennig, Wilhelm, Gymnasiallehrer,
WK Waldeck-Pyrmont (Waldeck, Pyrmont), Nationalliberale Partei (Nachwahl 1869)

- Weigel, Hermann, Dr. jur., Vizebürgermeister Kassel,
 WK Kassel 8 (Hanau, Gelnhausen), Nationalliberale Partei

- Weißich, Julius Martin, Amtsassessor,
 WK Schaumburg-Lippe 1 (Bückeburg, Stadthagen), Nationalliberale Partei

- Weitzel, Karl Ludwig von, Rittergutsbesitzer,
WK Königsberg 8 (Osterode i. Opr., Neidenburg), Konservative Partei

- Wendel, Arnold, Kaufmann,
WK Hessen 2 (Friedberg, Büdingen, Vilbel), fraktionslos liberal

- Wense, Adolf Friedrich von der, Rittergutsbesitzer,
WK Hannover 15 (Lüchow, Uelzen, Dannenberg, Bleckede), Bundesstaatlich-Konstitutionelle Vereinigung (Nachwahl 1868)

- Wigard, Franz Jacob, Dr. med., Professor,
 WK Sachsen 5 (Dresden links der Elbe), Deutsche Fortschrittspartei

- Wiggers, Julius, Professor,
WK Mecklenburg-Schwerin 6 (Rostock und weitere Städte), Nationalliberale Partei

- Wiggers, Moritz, Advokat,
 WK Berlin 3, Deutsche Fortschrittspartei

- Wild, Albert, Bankier,
WK Oberpfalz 5 (Neustadt a. d. Waldnaab, Vohenstrauß, Tirschenreuth), Bayerisch-Konservativ

- Windthorst, Ludwig, Staatsminister a. D.,
 WK Hannover 3 (Meppen, Lingen, Bentheim, Aschendorf, Hümmling), Bundesstaatlich-Konstitutionelle Vereinigung

## Z

Ludwig von Zehmen
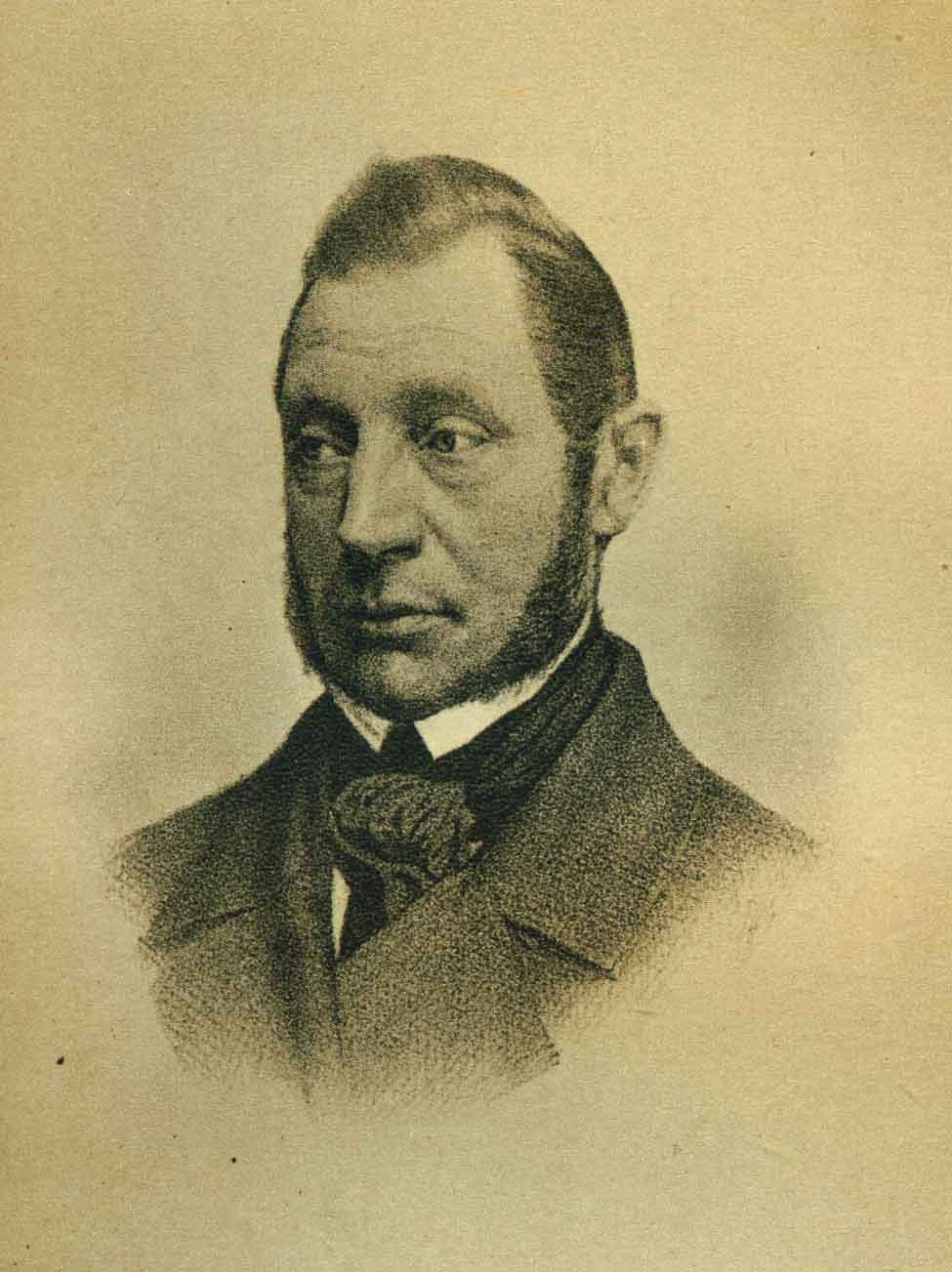
Franz Ziegler

- Zehmen, Ludwig von, Regierungsrat,
WK Sachsen 7 (Meißen, Großenhain, Riesa), Freikonservative Vereinigung

- Ziegler, Franz, Oberbürgermeister a. D.,
 WK Breslau 7 (Breslau-Stadt West), Deutsche Fortschrittspartei

- Zu Rhein, Friedrich von, Regierungspräsident,
WK Unterfranken 6 (Würzburg), Bayerisch-Konservativ

- Zu Rhein, Ludwig von, Assessor,
WK Unterfranken 4 (Neustadt an der Saale, Brückenau, Mellrichstadt, Königshofen, Kissingen), Bayerisch-Konservativ (Nachwahl 1868)

- Zurmühlen Paul, Amtsgerichtsrat,
WK Münster 1 (Tecklenburg, Steinfurt, Ahaus), fraktionslos